# Adolf Galland
Adolf Dolfo Josef Ferdinand Galland (19 de març de 1912 - 9 de febrer de 1996) va ser un general i as de l'aviació de la Luftwaffe alemanya que va servir durant la Segona Guerra Mundial a Europa. Va fer 705 missions de combat i va lluitar al front occidental i a la defensa del Reich. En quatre ocasions va sobreviure en ser abatut, i se li van atribuir 104 victòries aèries, totes elles contra els aliats occidentals.
Galland, que va néixer a Westerholt, Westfàlia es va convertir en pilot de planador el 1929 abans d'unir-se a la Luft Hansa. El 1932, es va graduar com a pilot a la Deutsche Verkehrsfliegerschule (escola alemanya de voladors comercials) a Braunschweig abans de sol·licitar unir-se al Reichswehr de la República de Weimar més tard l'any. La sol·licitud de Galland va ser acceptada, però mai va acceptar l'oferta. El febrer de 1934, va ser traslladat a la Luftwaffe. El 1937, durant la Guerra Civil Espanyola, es va oferir voluntari a la Legió Còndor i va atacar terra en missions de suport als nacionalistes sota Francisco Franco. Després d'acabar la seva gira el 1938, Galland va ser emprat al Ministeri de l'Aire escrivint manuals doctrinals i tècnics sobre les seves experiències com a pilot d'atac a terra. Durant aquest període Galland va servir com a instructor per a unitats d'atac a terra. Durant la invasió alemanya de Polònia el setembre de 1939, va tornar a volar missions d'atac terrestre. A principis de 1940, Galland va aconseguir persuadir els seus superiors perquè li permetessin convertir-se en pilot de caça.
Galland va volar Messerschmitt Bf 109 durant la batalla de França i la batalla d'Anglaterra. A finals de 1940, el seu nombre de victòries havia arribat a 57. El 1941, Galland es va quedar a França i va lluitar contra la Royal Air Force (RAF) sobre el Canal de la Mànega i el nord de França. Al novembre de 1941, el seu nombre havia augmentat fins a 96, moment en què havia guanyat la Creu de Cavaller de la Creu de Ferro amb Fulles de Roure i Espases. El novembre de 1941, Werner Mölders, que comandava la força de caça alemanya com a General der Jagdflieger, va morir mentre era passatger en un accident de vol i Galland el va succeir, romanent en el càrrec fins al gener de 1945. Com a general der Jagdflieger, Galland tenia prohibit volar missions de combat.
A finals de gener i principis de febrer de 1942, Galland primer va planificar i després va comandar la cobertura aèria de la Luftwaffe per a l'operació Cerber de la Kriegsmarine, que va ser un gran èxit. Li va valer la Creu de Cavaller de la Creu de Ferro amb Fulles de Roure, Espases i Diamants. Durant els anys següents, els desacords de Galland amb el Reichsmarschall Hermann Göring sobre la millor manera de combatre el bombardeig de les Forces Aèries Aliades a Alemanya van fer que la seva relació es deteriorés. La força de caça de la Luftwaffe estava sotmesa a una forta pressió el 1944, i Göring va culpar a Galland de no evitar el bombardeig estratègic aliat. d'Alemanya a la llum del dia. La relació es va esfondrar completament a principis de gener de 1945, quan Galland va ser rellevat del seu comandament a causa de les seves constants crítiques al lideratge de la Luftwaffe. Galland va ser sotmès a arrest domiciliari després de l'anomenada Revolta dels Pilots de Caça, en què pilots de caça superiors es van enfrontar a Göring sobre la conducta de la guerra aèria.
El març de 1945, Galland va tornar al vol operatiu i se li va permetre formar una unitat de caça de reacció que va anomenar Jagdverband 44. Va fer missions sobre Alemanya fins al final de la guerra al maig. Després de la guerra, Galland va ser emprat pel govern argentí i va actuar com a consultor de la Força Aèria Argentina. Més tard, va tornar a Alemanya i va gestionar el seu propi negoci. Galland també es va fer amic de molts antics enemics, com els asos de la RAF Robert Stanford Tuck i Douglas Bader. Adolf Galland va morir el 9 de febrer de 1996.

## Primers anys
Galland va néixer a Westerholt (actual Westerholt, Westfàlia el 19 de març de 1912 en una família d'ascendència hugonota francesa. El primer Galland a Westerholt va ser un refugiat de França el 1792 de Veynes. Es va convertir en agutzil del comte von Westerholt, començant una tradició que es va transmetre de pare a fill. Adolf Galland (junior) va ser el segon dels quatre fills d'Adolf Galland (senior) i la seva dona francesa Anna, de soltera Schipper. Mantenint la tradició familiar, Galland (senior) va treballar com a administrador de terres o agutzil del comte von Westerholt. El germà gran de Galland era Fritz i els seus dos germans menors eren Wilhelm-Ferdinand i Paul. El seu pare tenia noms de mascotes per a tots els membres de la seva família. La seva dona Anna es deia "Anita". Fritz, el seu germà gran, es deia "Toby", Adolf era "Keffer", Wilhelm-Ferdinand era sobrenomenat "Wutz" i Paul es deia "Paulinchen" o com que esperaven una noia, ocasionalment "Paula".
Els seus dos germans petits també es van convertir en pilots de caça i asos. Paul va obtenir 17 victòries, abans de ser abatut i mort el 31 d'octubre de 1942. Wilhelm-Ferdinand, a qui se li atribueix 55 victòries, va ser abatut i mort el 17 d'agost de 1943.
El 1927, l'interès de tota la vida de Galland per volar va començar quan un grup d'entusiastes de l'aviació va portar un club de planadors a Borkenberge, una landa a l'est del ferrocarril Haltern-Münster i part de la finca de Westerholt. Va ser aquí on el Gelsenkirchen Luftsportverein (Club d'Esports Aeri de Gelsenkirchen) va crear l'interès per volar entre els joves alemanys. Galland va viatjar a peu o en vagó tirat per cavalls 30 quilòmetres (19 milles) fins que el seu pare li va comprar una motocicleta per ajudar a preparar els planadors per al vol. El 19 Galland era pilot de planador. El 1932 va completar la formació de pilots a la Gelsenkirchen Luftsportverein.
Sota el Tractat de Versalles, a Alemanya se li va negar una força aèria. No obstant això, se'ls permetia planejar i es va convertir en el camí per als pilots novells per començar la seva carrera de vol. L'esport es va fer tan popular que el Reichswehr va establir deu escoles, almenys una a cadascun dels set districtes militars d'Alemanya. L'exèrcit també va publicar una revista, Flugsport (Esport de Vol), per fomentar l'interès per l'aviació i va començar una sèrie de competicions de planadors arreu del país. Galland havia après les lleis bàsiques del vol i com funcionava tot sobre el paper, però va descobrir que no sempre funcionaven en la realitat i la seva inexperiència va causar alguns accidents. Un dels seus tutors, Georg Ismer, li va ensenyar diverses tècniques i el 1929 Galland, de 17 anys, va aprovar el seu certificat A. Aquest era un dels tres certificats que necessitava per a la seva llicència professional. Galland es va convertir en un excel·lent pilot de planador; es va convertir en instructor abans d'haver passat l'Abitur.

## Inicis de la carrera militar
El febrer de 1932, Galland es va graduar al Hindenburg Gymnasium (escola secundària) a Buer i va estar entre els 20 membres del personal que van ser acceptats a l'escola d'aviació de la companyia aèria nacional d'Alemanya, Luft Hansa. Durant els darrers anys de la República de Weimar, els llocs de treball eren escassos i la vida era difícil econòmicament per a la família Galland. Adolf tenia una mica d'experiència en el vol de planadors, així que es va presentar a la Deutsche Verkehrsfliegerschule o DVS (escola alemanya de vol comercial) que va ser fortament subvencionada per Luft Hansa. Va ser un dels 100 candidats seleccionats de 4.000. Després de deu dies d'avaluacions, va estar entre els 18 seleccionats per a la formació de vol. Llavors, Adolf va ser avaluat pel seu rendiment. Els que no arribaven a l'estàndard eren enviats a casa.
El primer vol de Galland va ser en un Albatros L 101. Galland va tenir dos accidents notables; un aterratge fort va danyar el tren d'aterratge del seu avió i una col·lisió. Es va considerar que Galland va utilitzar tàctiques de formació pobres en aquest darrer incident. Galland va sol·licitar unir-se a l'exèrcit alemany en la creença que no havia aconseguit passar. Mentrestant, va continuar amb la seva formació de vol. Els vols en un Albatros L 75 i l'obtenció d'un certificat B1 li van permetre volar grans avions de més de 2.500 quilograms (5.500 lliures) de pes. Va descobrir que l'exèrcit va acceptar la seva sol·licitud, però l'escola de vol es va negar a alliberar-lo. Pel Nadal de 1932, havia registrat 150 hores de vol i havia obtingut un certificat B2.
A principis de 1933, Galland va ser enviat a la base d'entrenament del mar Bàltic a Warnemünde per entrenar-se en hidroavió. A Galland no li agradava aprendre el que considerava "marinisme", però va registrar 25 hores en aquests avions. Poc després, juntament amb altres pilots, se li va ordenar assistir a una entrevista a la Zentrale der Verkehrsflieger Schule (ZVS - Escola Central de Pilots de Línia Aèria). El grup va ser entrevistat per personal militar vestit de civil. Després de ser informats de la construcció d'un programa secret d'entrenament militar que implicava pilotar avions d'alt rendiment, tots els pilots van acceptar una invitació per unir-se a l'organització.

### A la Luftwaffe

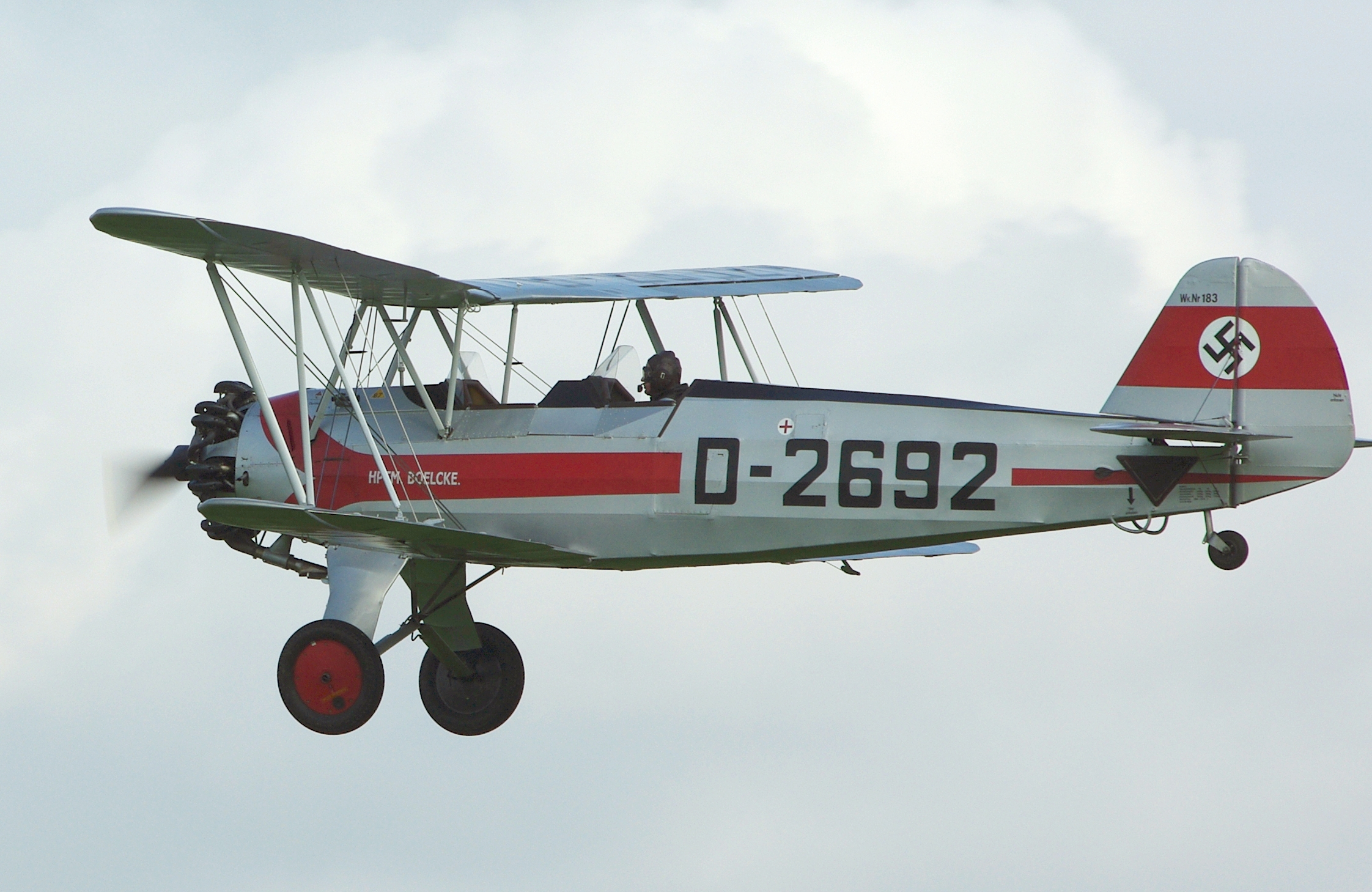
Un FW44J. Galland es va entrenar en aquest tipus.

El maig de 1933, Galland va rebre l'ordre d'una reunió a Berlín com un dels 12 pilots civils entre 70 aviadors que provenien de programes clandestins, trobant-se per primera vegada amb Hermann Göring. Galland va quedar impressionat per Göring i va creure que era un líder competent. El juliol de 1933, Galland va viatjar a Itàlia per entrenar amb la Regia Aeronautica.
El setembre de 1933, Galland va tornar a Alemanya i va participar en algunes competicions menors com a pilot de planador, guanyant alguns premis. Poc després va tornar a la ZVS per aprendre vol d'instruments i rebre formació en el pilotatge d'avions de transport pesat registrant 50 hores més. Com a part de la seva formació, a partir de l'octubre de 1933, Galland va fer volar avions de la Lufthansa. Volant amb el Junkers G24 de Stuttgart a Barcelona, passant per Ginebra i Marsella. El desembre de 1933, Galland va ser convocat a la seu de la ZVS i li va oferir l'oportunitat d'unir-se a la nova Luftwaffe. Galland va trobar difícil l'elecció. Volia l'aventura d'una carrera de vol militar, però com a pilot de línia aèria, Galland havia gaudit de l'estil de vida de volar i visitar llocs exòtics i es mostrava reticent a renunciar-hi. No obstant això, va decidir unir-se oficialment a la Luftwaffe.
Després d'un entrenament bàsic a l'exèrcit, va ser donat d'alta de la seva caserna a Dresden l'octubre de 1934. El febrer de 1935, Galland formava part dels 900 aviadors que esperaven ser incorporats a la nova ReichsLuftwaffe. Al març, Galland va rebre l'ordre de presentar-se al Jagdgeschwader 2 (Ala de Caces 2), arribant a la seva seu a Jüterbog-Damm l'1 d'abril de 1935. El rendiment de Galland encara no havia estat prou impressionant per ocupar un lloc com a instructor, així que va ser avaluat i considerat prou bo per a un destí operatiu.
L'octubre de 1935, durant l'entrenament de maniobres acrobàtiques, va estavellar un biplà Focke-Wulf Fw 44 i va estar en coma durant tres dies, altres lesions van ser un ull danyat, un crani fracturat i un nas trencat. Quan Galland es va recuperar, va ser declarat no apte per volar pels metges. Un amic, el major Rheital, va mantenir en secret l'informe dels metges per permetre que Adolf continués volant. L'expansió de la Luftwaffe i el seu propi Geschwader (ala) va inundar els oficials de l'administració i es va passar per alt l'informe mèdic de Galland. En un any, Galland no va mostrar signes de lesió pel seu accident. L'octubre de 1936 va estavellar un Arado Ar 68 i va ser hospitalitzat de nou, agreujant el seu ull ferit.Va ser en aquest moment el seu informe mèdic anterior va tornar a sortir a la llum i es va descobrir el certificat d'inaptitud de Galland. Es rumorejava que el major Rheital havia estat sotmès a un consell de guerra, però els investigadors van retirar els càrrecs. Galland, però, va quedar a terra. Va admetre que tenia fragments de vidre a l'ull, però va convèncer els metges que era apte per al servei de vol. Galland va rebre l'ordre de sotmetre's a proves oculars per validar les seves afirmacions. Abans de començar les proves, un dels seus germans va aconseguir adquirir les llistes. Adolf va memoritzar les cartes passant la prova i se li va permetre volar de nou.

### La Legió Còndor i la Guerra Civil espanyola
Durant la Guerra Civil Espanyola, Galland va ser nomenat Staffelkapitän d'una unitat de la Legió Còndor, el 3. Staffel del Jagdgruppe 88 (J/88 – 88è Grup de Caces), que va ser enviat per donar suport al bàndol nacional de Franco a Ferrol des de mitjans de 1937. Galland va fer missions d'atac a terra amb un Heinkel He 51. A Espanya, Galland va mostrar per primera vegada el seu estil únic: volar amb un banyador amb un cigar entre les dents en un avió decorat amb una figura de Mickey Mouse. Quan se li va preguntar per què va desenvolupar aquest estil, va donar una resposta senzilla:
| « | M'agrada Mickey Mouse. Sempre m'ha agradat. I m'agraden els cigars, però els vaig haver de deixar després de la guerra. | » |

Galland va fer la seva primera de 300 missions de combat a Espanya amb el comandant J/88 Gotthard Handrick, el 24 de juliol de 1937, prop de Brunete. Durant la seva estada a Espanya, Galland va analitzar els enfrontaments, va avaluar les tècniques i va idear noves tàctiques d'atac a terra que es van transmetre a la Luftwaffe. Les seves experiències en assalts terrestres puntuals van ser utilitzades per Ernst Udet, un defensor del bombarder en picat i principal partidari del Junkers Ju 87 per impulsar les ales Stuka. Wolfram von Richthofen, un oponent d'Udet, els va fer servir per pressionar el contrari: els caces-bombarders de combinació dual Schlachtflieger . Després de proves amb el Henschel Hs 123, el Bf 109 i el Ju 87, els Junkers van ser seleccionats per sotmetre's a proves pel paper de bombarder en picat.
Durant la seva estada a Espanya, va desenvolupar les primeres bombes de gasolina i petroli, va suggerir l'acantonament del personal als trens per ajudar a la reubicació, i després de la victòria nacionalista va rebre la Creu espanyola d'or amb espases i diamants per les seves contribucions. El 24 de maig de 1938 Galland va abandonar Espanya i va ser substituït per Werner Mölders. Abans de marxar va fer deu vols amb un Bf 109; profundament impressionat amb el rendiment de l'avió, el va persuadir de canviar d'un pilot d'atac a un de caça. El company d'estudis i amic de Galland a la Kriegsschule a Dresden, Johannes Janke, va dir més tard d'ell "un pilot molt bo i un tir excel·lent, però ambiciós i volia fer-se notar. Un parvenu. Estava boig per caçar qualsevol cosa, des d'un pardal fins a un home " .

### Estat major al RLM
De maig a agost de 1938, Galland es va acomiadar i va visitar el Marroc espanyol. Al seu retorn a Alemanya, va rebre l'ordre d'arribar a la seu del Reichsluftfahrtministerium (RLM – Ministeri d'Aviació) on se li va encarregar de preparar recomanacions sobre el tema del suport aeri proper. Galland va afavorir l'atac pràcticament simultani de la força aèria abans que l'exèrcit avancés, sense deixar als seus oponents temps per recuperar-se. Tot i que això va reafirmar les lliçons de la Primera Guerra Mundial, alguns dels cossos d'oficials encara eren pessimistes quant a si aquest tipus de coordinació era possible. Galland també va adoptar el suggeriment italià d'armament pesat i va criticar les metralladores lleugeres en els primers avions de caça alemanys i va assenyalar els avantatges de les configuracions multicanons (combinant metralladores amb canó). Aquests van tenir èxit en el Bf 109 i el Focke-Wulf Fw 190. També va reconèixer la innovació dels tancs de llançament per ampliar el radi d'acció dels avions, així com la necessitat de tàctiques especialitzades per escortar flotes de bombarders; Galland no va subscriure la idea imperant a la Luftwaffe (i a la RAF) que el bombarder "sempre passaria" (sol). Tots els suggeriments de Galland van ser adoptats i van tenir èxit en les primeres campanyes, 1939–41. During Durant el seu temps al RLM, va instruir, entrenar i equipar ales de suport terrestre per a Fall Grün (Cas Verd), la invasió de Txecoslovàquia el 1938. Tanmateix, la invasió no es va produir.
Malauradament per a Galland, la seva excel·lència en l'avaluació li va fer guanyar un lloc a la instal·lació d'entrenament de Tutow on se li va demanar que pogués provar prototips de vol d'avió de reconeixement i atac. Això no era el que volia, i esperava ser retornat a una unitat de caça per pilotar el Bf 109. Durant el seu temps allà, va donar avaluacions positives sobre tipus com el Focke-Wulf Fw 189 i el Henschel Hs 129. Durant la seva carrera de pilot de proves a Tutow, Galland va rebre notícies no desitjades; havia de convertir-se en Gruppenkommandeur (comandant de grup) del II.(Schlacht)/ Lehrgeschwader 2 (II.(S)/LG 2 – 2n grup de batalla de la 2a Ala de Demostració). No era una unitat de combat, sinó un Geschwader mixt especial d'avions d'atac terrestre.

## Carrera de combat (1939–41)

### Invasió de Polònia
Just abans de l'esclat de la guerra, Galland va ser ascendit a Hauptmann. Durant la invasió de Polònia a partir de l'1 de setembre de 1939, va volar amb el 4. Staffel of II./ Lehrgeschwader 2. Equipat amb el Henschel Hs 123, sobrenomenat el "biplà Stuka", donant suport al Desè Exèrcit alemany. L'1 de setembre, Galland va volar sol en un Fieseler Fi 156 'Storch' en una missió de reconeixement i gairebé va ser abatut. L'endemà va fer missions d'atac terrestre en suport de la 1a Divisió Panzer que avançava cap al riu Warta. El Geschwader de Galland va fer sortides intensives en suport de la divisió i del XVI Cos a Cracòvia, Radom, Dęblin i L'vov. L'exèrcit alemany havia arribat al riu Vístula prop de Varsòvia el 7 de setembre i la Luftwaffe havia estat executant el tipus d'operacions de suport aeri proper que Galland havia defensat. Galland va participar en el màxim esforç de la Luftwaffe durant la batalla de Bzura. L'11 de setembre, durant una de les seves visites al front, Adolf Hitler va arribar a la seu de LG 2 per dinar amb el personal. Tal era l'estat de la força aèria polonesa i de l'exèrcit polonès, que el 19 de setembre de 1939 algunes unitats aèries alemanyes van ser retirades de la campanya. Galland va cessar les operacions de combat en aquesta data, havent realitzat 87 missions. Després de fer prop de 360 missions en dues guerres i fer una mitjana de dues missions per dia, el 13 de setembre de 1939, Galland va rebre la Creu de Ferro de Segona Classe.
Després del final de la campanya, Galland va afirmar patir reumatisme i, per tant, no apte per volar en avions de cabina oberta, com l'Hs 123. Va suggerir amb tacte una transferència a un tipus d'avió d'un sol motor amb una cabina tancada milloraria el seu condició. La seva petició va ser acceptada per motius mèdics. Galland va ser destituït del seu lloc com a pilot de suport directe a terra. Galland mai va explicar si les cabines obertes havien causat la queixa o alguna altra causa; donada la seva actuació amb els especialistes de la vista, una certa sospita és raonable. Va ser transferit al Jagdgeschwader 27 (JG 27— Ala de Caces 27) el 10 de febrer de 1940 com a ajudant , restringint-li el vol.

### Europa occidental

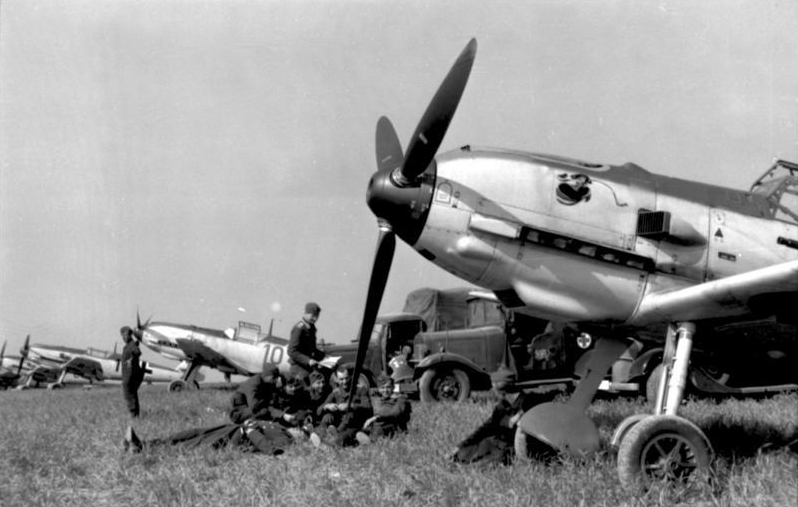
Bf 109Es, 1940. Galland va fer volar el Bf 109 en combat aire-aire per primera vegada sobre França i Bèlgica.

Després del seu trasllat a JG 27, Galland es va trobar de nou amb Mölders. A causa de les seves lesions, Galland mai va poder igualar la vista aguda de Mölders; els fragments de vidre dels seus ulls li van negar aquesta capacitat. No obstant això, Mölders, en aquell moment un as reconegut, va compartir les experiències que va poder amb Galland; lideratge en l'aire, tàctica i organització. Mölders era Geschwaderkommodore del Jagdgeschwader 53 en el moment de la seva reunió. Perquè Galland adquirís experiència amb el Bf 109E, que li faltava, Mölders li va oferir l'oportunitat d'unir-se a la seva unitat. Galland va aprendre les tàctiques de Mölders, com ara utilitzar avions observadors per indicar la posició de la formació enemiga. Galland va aprendre a permetre operar lliurement un Staffel per prendre la iniciativa. Tornant les seves experiències a JG 27, el seu comandant Max Ibel, va acceptar la seva implementació. Galland va adquirir més experiència com a líder de combat actuant com a Gruppenkommandeur, quan l'oficial al comandament va marxar de permís.
El 10 de maig de 1940, la Wehrmacht va envair els Països Baixos i França amb el nom en clau de Fall Gelb. El JG 27 va donar suport a les forces alemanyes en la batalla de Bèlgica. El tercer dia de l'ofensiva, el 12 de maig de 1940, a 7 quilòmetres (4,3 milles) a l'oest de Lieja, a una alçada d'uns 4.000 metres (13.000 peus), pilotant un Messerschmitt Bf 109, Galland, amb Gustav Rödel com el seu ala, va aconseguir les seves primeres victòries aèries, sobre dos Hawker Hurricanes de la Royal Air Force (RAF) . Tots dos avions eren de l'Esquadró núm. 87. Els Hurricanes havien estat escortant els bombarders Bristol Blenheim per bombardejar ponts als Països Baixos. Galland va recordar; "La meva primera victòria va ser un joc de nens. Una arma excel·lent i la sort havien estat al meu costat. Per tenir èxit, el millor pilot de caça necessita les dues coses". Galland va perseguir un dels Hurricanes "dispersos" i va abatre un altre a baix nivell. El pilot, l'oficial de vol canadenc Jack Campbell, va morir.
Galland va reclamar el seu tercer Hurricane més tard aquell mateix dia sobre Tienen. Feia temps que creia que els seus oponents eren belgues, sense saber que tots els Hurricanes de la Força Aèria belga havien estat destruïts a terra els dos primers dies, sense veure combat. El 19 de maig, Galland va abatre un avió francès Potez. Durant aquest vol es va quedar sense combustible a poca distància de la pista i va aterrar a prop, a la base d'un turó. Amb l'ajuda de soldats d'una bateria Flak alemanya, va empènyer el Bf 109 dalt del turó i després mig volant, mig planejant cap a l'aeròdrom de Charleville-Mézières a la vall de sota. Va enviar una llauna de combustible per al seu ala, que també havia aterrat abans de la pista. Va continuar volant i l'endemà va reclamar altres tres avions més, fent un total de set. Per això va rebre la Creu de Ferro de Primera Classe de mans d'Erhard Milch el 22 de maig.
Amb la derrota efectiva de Bèlgica, el JG 27 va ser traslladat als aeròdroms avançats per donar suport a la invasió de França. Durant la batalla de Dunkerque, després de trobar-se amb el Supermarine Spitfire per primera vegada, Galland va quedar impressionat amb aquests avions i els seus pilots. El 29 de maig, Galland va afirmar que havia abatut un Bristol Blenheim sobre el mar. Sobre Dunkerque, la Luftwaffe va patir el seu primer rebuig greu a la guerra. Com ha assenyalat Galland, la naturalesa i l'estil de les batalles aèries sobre les platges haurien d'haver proporcionat un avís sobre les debilitats inherents a l'estructura de forces de la Luftwaffe. El 3 de juny durant l'operació Paula, va reclamar un altre avió francès, un Morane-Saulnier M.S.406 per a la seva 12a victòria.
El 6 de juny de 1940, Galland va assumir el comandament del III./Jagdgeschwader 26 " Schlageter" (III./JG 26–3r grup de la 26a Ala de Caces) amb la posició de Gruppenkommandeur . Sota el seu comandament estaven els 7., 8. i 9. Staffels amb un establiment de 39 Bf 109Es. Entre els seus Staffelkapitäns hi havia Joachim Müncheberg, Wilhelm Balthasar i Gerhard Schöpfel. Balthasar, Staffelkapitän del 7. Staffel havia atacat per error Galland durant Fall Rot (Estoix vermell). Estant a la mateixa freqüència de ràdio, Galland va poder avisar a Balthasar abans d'obrir foc. La resta de la campanya va transcórrer sense incidents i el 26 de juny, el major Gotthard Handrick va assumir el comandament del JG 26. Galland estava satisfet d'haver servit sota ell durant els dies de la Legió Còndor.

### Batalla d'Anglaterra
A partir del juny de 1940, Galland va volar com a Gruppenkommandeur del III./JG 26 (JG 26), lluitant en la batalla d'Anglaterra. El 19 de juliol de 1940, va ser ascendit a major i el JG 26 es va traslladar al Pas de Calais, on havien de romandre els propers 18 mesos amb el III./JG 26 amb seu a Caffiers.
El 24 de juliol de 1940, gairebé 40 Bf 109 del III./JG 26 van enlairar per a operacions sobre el Canal de la Mànega, una fase de la batalla coneguda com Kanalkampf. Van ser rebuts per 12 Spitfires del 54 Esquadró. Els Spitfires van forçar el nombre més gran de Bf 109 a una batalla decisiva que va fer baixar el combustible dels alemanys. Galland va recordar estar impressionat per la capacitat del Spitfire per superar els Bf 109 a baixa velocitat i convertir-se en els Bf 109 dins d'un espai aeri reduït. Només executant un "Split S" (un mig rotllo a l'esquena, seguit d'una immersió llarga i corba) que el Spitfire no podria seguir sense que el seu carburador flotant li provoqués una pèrdua temporal de potència del motor, el seu avió podria escapar enrere. a França a baixa altitud. El II./Jagdgeschwader 52 va cobrir la seva retirada, perdent dos Bf 109 davant els Spitfires de l'esquadró 610. Durant l'acció, dos Spitfires van ser abatuts per la pèrdua de quatre Bf 109. Galland va quedar sorprès per l'agressió mostrada pels pilots que inicialment creia que eren relativament inexperts. Galland va dir més tard que es va adonar que no hi hauria una victòria ràpida i fàcil.
Mentre les batalles pel Canal continuaven, Galland va abatre Spitfires els dies 25 i 28 de juliol. L'1 d'agost de 1940, Galland va rebre la Creu de Cavaller de la Creu de Ferro, esdevenint el tercer pilot de caça en rebre-la, per les seves 17 victòries. Galland va continuar fent neteja de caces sobre el sud d'Anglaterra abans que s'obrís l'assalt principal. L'11 d'agost, la unitat de Galland es va enfrontar al 74 esquadró. En una breu baralla de gossos, un Spitfire va ser abatut. Durant aquestes batalles, la RAF semblava saber on i quan enviar els seus avions. Això va fer que Galland sospitava que hi havia un alt nivell d'organització controlant els caces de la RAF. Els cels ennuvolats de Gran Bretanya eren un entorn perillós per enfrontar-se a un enemic que disposava d'un sistema de control terrestre eficaç. Galland va decidir volar més alt, on podia veure la majoria de les coses i on el Bf 109 tenia el millor rendiment.

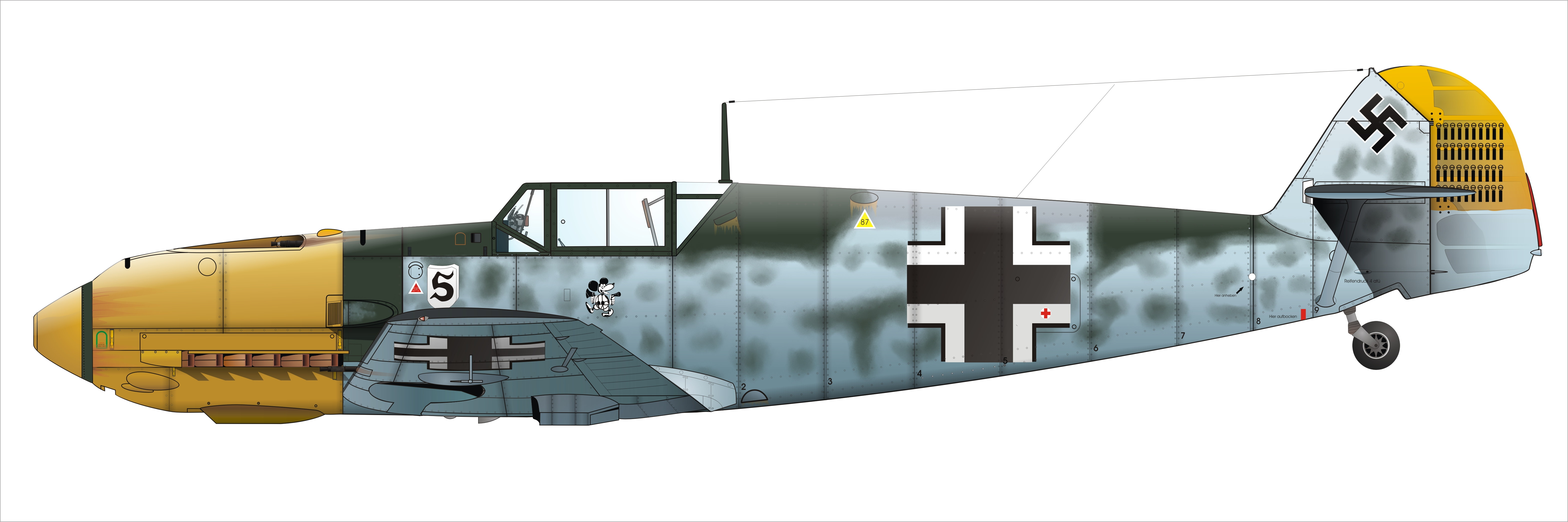
El Messerschmitt Bf 109 E de Galland

El 15 d'agost, en dues setmanes de lluita per Gran Bretanya, Galland havia augmentat el seu propi compte a 21. Aquest dia va reclamar tres Spitfires. Això el va situar a tres victòries de Mölders, que havia reclamat el major nombre d'avions enemics destruïts i que va ser ferit i aterrat amb un genoll danyat. [53] Una de les afirmacions de Galland va ser contra l'esquadró 54 de la RAF que l'havia sorprès amb els seus atacs agressius tres setmanes abans. El JG 26 va abatre nou Spitfire en la batalla aèria: el mateix Galland va presentar una reclamació per un Spitfire a les 12:55 de a Folkestone. Només dos Spitfires de l'esquadró 54 es van perdre en la batalla de la tarda. La reclamació de Galland coincideix amb la pèrdua d'un Spitfire pilotat pel sergent N. A Lawrence que va ser rescatat amb un fort xoc. A la tarda d'aquell mateix dia, Galland va reclamar dos Spitfires més del 64 Esquadró. El JG 26 va reclamar vuit dels Spitfires de la unitat que van ser tots oficialment "confirmats" pels alemanys. No obstant això, només dos dels caces de la RAF van ser colpejats i tots dos van ser destruïts. L'oficial pilot C. J. D Andreae va ser mort a R6990 i R. Roberts va ser rescatat de K9964 . Galland i els seus pilots van romandre ignorants de les pèrdues desastroses que van patir altres unitats alemanyes i de la derrota dels seus atacs per part de la RAF.
Galland va ser convocat a Karinhall el 18 d'agost de 1940 i es va perdre la intensa batalla aèria d'aquell dia, coneguda com The Hardest Day. Durant la reunió, Göring va insistir que, en combat, els caces Bf 109 escortaven els Bf 110, que no podien sobreviure contra els caces monomotors. Com a asos d'alta puntuació, tant Galland com Mölders van compartir la seva preocupació perquè l'escorta propera dels Bf 110 i els bombarders van robar als pilots de caça la seva llibertat per vagar i enfrontar-se a l'enemic segons els seus propis termes. També van assenyalar el fet que els bombarders alemanys volaven a mitjanes altituds i baixa velocitat, la millor zona d'alçada i velocitat per a la maniobrabilitat de l'Spitfire. A Galland li molestava que els seus pilots haguessin de dur a terme una tasca inadequada per al seu equip, però Göring no es moria de la seva posició. Galland va afirmar que l'esperit de lluita també es va veure afectat quan els seus pilots tenien l'encàrrec de fer missions d'escorta propera:
| « | El pitjor desavantatge d'aquest tipus d'escorta no era l'aerodinàmica sinó que residia en la seva profunda contradicció amb la funció bàsica dels avions de caça: utilitzar la velocitat i la maniobrabilitat per buscar, trobar i destruir avions enemics, en aquest cas, els del Comandament de caça. Els [Bf 109] estaven lligats als bombarders i no podien marxar fins que els atacaven, donant així al seu oponent l'avantatge de la sorpresa, la iniciativa, l'altitud superior, la major velocitat i, sobretot, l'esperit de lluita, l'actitud agressiva que marca tots els pilots de caça d'èxit. | » |

### Comandant d'ala
Galland va tornar a l'acció el 22 d'agost de 1940, en substitució de Gotthard Handrick com a Geschwaderkommodore del JG 26. El major Handrick era un comandant de combat ineficaç i indecís segons alguns relats i va tenir un paper passiu en el lideratge dels seus pilots de caça. Göring es va frustrar per la manca d'agressivitat de diversos dels seus comandants d'ala de caça, i el 22 d'agost va substituir Handrick per Adolf Galland.
Després del nomenament de Galland, es va adonar que els seus pilots estaven insatisfets amb ells mateixos, amb els bombarders i, sobretot, amb el lideratge. Galland no va poder canviar d'opinió a Göring pel que fa a la missió del caça d'escorta, però sí que va prendre accions immediates per millorar la moral dels pilots. El primer que va fer Galland com a Kommodore va ser substituir els comandants ineficaços de grups i esquadrons per oficials més joves, més agressius i amb més èxit —en termes d'enfrontaments aeris— a l'ala. També va augmentar el vol del personal de l'ala de la formació de dos avions de Handrick a una formació de quatre caces més letal. Galland no es va conformar amb liderar per darrere com ho havia estat el seu predecessor. Galland va volar el més sovint possible i va dirigir les missions més difícils per tal d'animar els seus homes i guanyar-se el respecte.
El nomenament de Galland no va afectar els seus èxits. Des del 25 d'agost fins al 14 de setembre, Galland va presentar reclamacions per a les victòries 23–32. Això va incloure tres reclamacions el 31 d'agost, per dos Spitfires i un Hurricane per portar el seu compte a 27. La seva 25a víctima podria haver estat del 19 Esquadró que es va reclamar a 20 quilòmetres (12 milles) al sud de Cambridge a les 09:42. Klaus Mietusch també va afegir una més a les seves set victòries. Tres Spitfires de l'esquadró 19 van ser abatuts al matí prop de North Weald. L'oficial pilot R. A. C. Aeberhardt va morir en un aterratge accidental amb el Spitfire R6912 mentre que l'oficial de vol T. J. B Coward va resultar ferit al peu i FN Brinsden va resultar il·lès. El van rescatar del R6958. El 6 de setembre, Galland va aconseguir la seva 30a victòria sobre un Hurricane de l'esquadró 601. El JG 26 va reclamar dos més abatuts aquell matí; 601 van perdre quatre Hurricanes; l'oficial de vol W. H. Rhodes-Moorehouse i C. R. Davis van morir mentre que l'oficial de vol J. Toplnicki i l'oficial pilot H. T. Gilbert estaven ferits.
Durant la batalla, els pilots de caces van ser criticats per Göring per les creixents pèrdues de bombarders. En una sessió informativa d'oficial general de primera línia sobre les tàctiques de la Luftwaffe, Göring va preguntar què necessitaven els seus pilots de caça per guanyar la batalla. Werner Mölders va respondre que li agradaria que el Bf 109 estigués equipat amb motors més potents. Galland va respondre: "M'agradaria un grapat de Spitfires per al meu esquadró" que va deixar Göring bocabadat de ràbia. Galland encara preferia el Bf 109 per a les escombrades ofensives, però considerava el Spitfire com un millor caça defensiu, a causa de la seva maniobrabilitat.

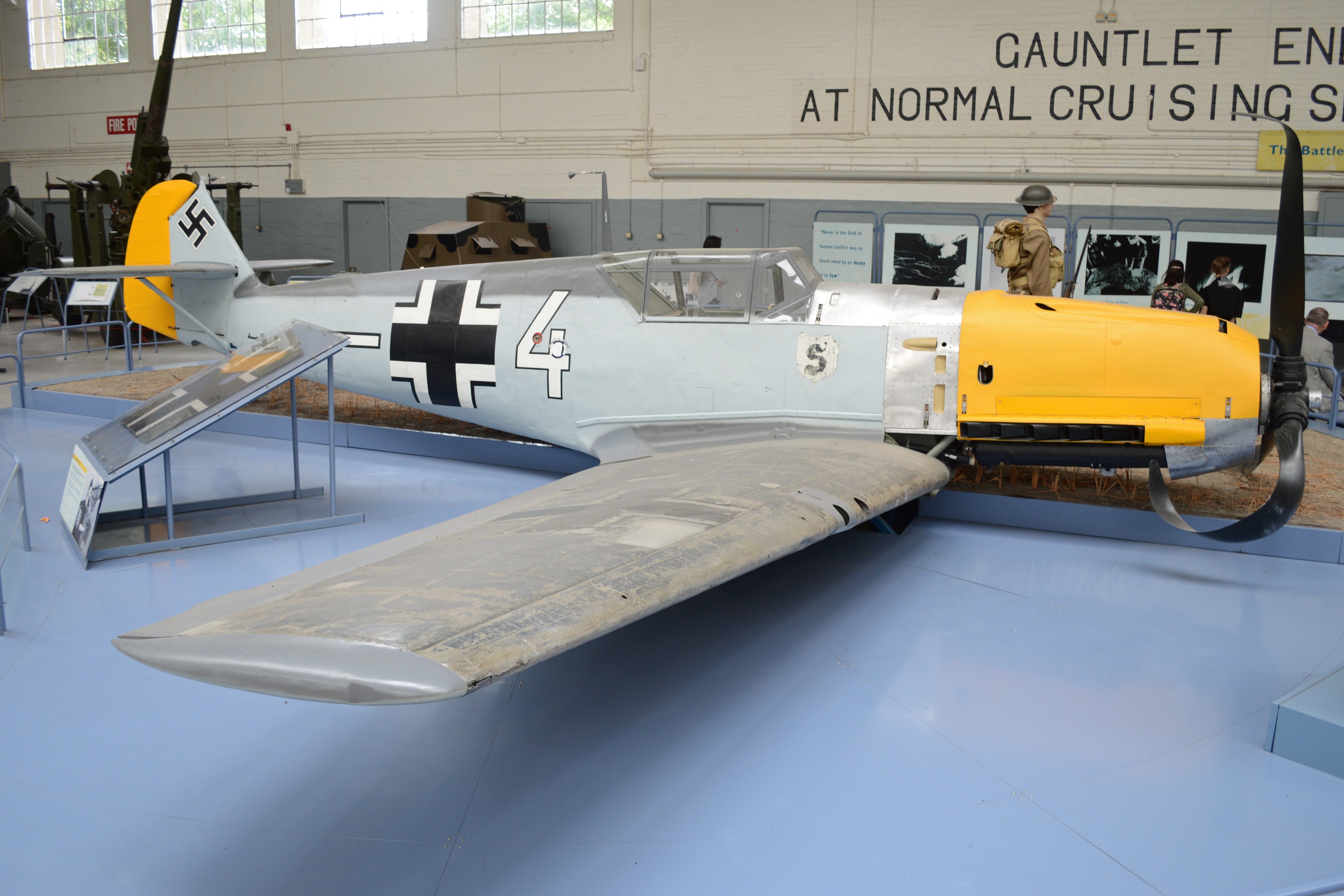
Un BF 109E-3, JG 26. Típic de l'avió pilotat per Galland. Aquest exemple va ser capturat el 30 de setembre de 1940

Durant la Batalla d'Anglaterra, en una trobada amb Göring sobre les tàctiques de la Luftwaffe, el Reichsmarschall preguntà als pilots què els calia per guanyar la batalla. Mölders afirmà que voldria que els Bf 109 estiguessin dotats d'uns motors més potents. Galland replicà que voldria uns quants Spitfires al seu esquadró. Göring va abandonar irat la reunió.
Durant la batalla d'Anglaterra, es va plantejar la qüestió de matar pilots enemics mentre estaven en paracaigudes. En una altra conversa amb Göring, Galland va recordar: 
| « | Göring volia saber si mai havíem pensat sobre el tema. "Jawohl, Herr Reichsmarschall!" Em va mirar fixament als ulls i em va dir, "Què en pensa d'una ordre per disparar als pilots que salten?" "Ho veuria com un assassinat, Herr Reichsmarschall", li vaig respondre, "i faré tot el que estigui a les meves mans per desobeir una ordre així". "Això és el que esperava de vostè, Galland" | » |

Galland va declarar més tard que pensava que Göring li havia fet aquesta pregunta per tenir una resposta si mai se li va plantejar la pregunta. A la pràctica, aquest acte de misericòrdia no es va aplicar. Els aviadors alemanys amb paracaigudes es van perdre com a presoners de guerra, però els aviadors britànics podien viure per lluitar de nou i eren considerats combatents. Hugh Dowding, oficial comandant aeri , detestava la pràctica, però segons la seva opinió s'ajustava a les lleis de la guerra de l'època.
Galland va passar una altra prova seriosa el 15 de setembre, la data coneguda com el Dia de la Batalla d'Anglaterra. En enfrontaments a gran escala, Galland va reclamar la seva 33a victòria aèria sobre un Hurricane mentre liderava el JG 26. Sobre l'estuari del Tàmesi, Galland va lliurar una batalla sense èxit amb vuit Hurricanes que va provocar una pèrdua d'altitud fins a 800 metres (2.600 peus). Galland va veure dos Hurricanes més a sota i va atacar amb un estil d'emboscada clàssic des del punt cec de l'enemic. El seu wingman va reclamar l'altre. Els dos caces eren de l'esquadró número 310 de la RAF txecoslovac. La víctima de Galland, el sergent J. Hubacek va informar que no va veure el seu agressor. L'altre pilot també va sobreviure.
El 23 de setembre, Galland es va convertir en el tercer membre de la Wehrmacht a rebre la Creu de Cavaller de la Creu de Ferro amb Fulles de Roure per aconseguir les seves 39a i 40a victòries aèries. El 25 de setembre va ser convocat a Berlín per rebre el premi de mans del mateix Adolf Hitler. A Galland se li va concedir una audiència personal amb Hitler i durant la reunió Galland va informar a Hitler que els britànics s'havien demostrat com a oponents durs, i que hi havia indicis d'una disminució de la moral a la força de caça alemanya en absència d'èxit operacional. Hitler va expressar el seu pesar per la guerra amb els "anglosaxons", als quals admirava, però va decidir lluitar fins a la destrucció total.
La moral i l'esgotament es van convertir en un problema al setembre. La Luftwaffe no tenia els pilots i els avions per mantenir una presència constant sobre Gran Bretanya. Per compensar, els comandants van exigir de tres a quatre sortides per dia dels homes més experimentats. Galland va reconèixer el cansament manifest dels seus pilots. A finals de setembre, Galland es va adonar que "la resistència del [quadre de pilots] original, magníficament entrenat i experimentat, es va reduir fins a un punt en què l'eficiència operativa s'estava deteriorant". Diversos factors van contribuir a aquesta situació; la interferència de Göring amb les tàctiques sense tenir en compte la situació o les capacitats dels avions alemanys; ràpida adaptació a les tàctiques alemanyes per part dels britànics; els pilots de reemplaçament de menor qualitat al JG 26. Aquesta situació va provocar un conflicte entre les dues necessitats psicològiques importants dels pilots de caça: la confiança en els seus avions i les tàctiques.
Galland va innovar tàcticament per millorar la situació i va trobar una solució parcial a l'ordre irracional de Göring de mantenir una escorta propera. Va desenvolupar un sistema d'escorta flexible que va permetre als seus pilots canviar constantment d'altitud, velocitat de l'aire, direcció i distància als bombarders durant aquestes missions d'escorta propera. Els resultats van ser millors i acceptables per als seus pilots. Al final de la Batalla d'Anglaterra, el JG 26 s'havia guanyat la reputació de ser una de les dues úniques ales de caça que realitzaven tasques d'escorta amb pèrdues constantment baixes per als bombarders.
La missió de caça bombarder també va ser un problema amb el qual Galland va haver de fer front. Göring es va comprometre a instal·lar un terç de totes les ales de caces per utilitzar els Bf 109 modificats per portar bombes. Galland va acceptar la missió però va danyar la moral que havia conreat. La resposta de Galland a la situació va ser desenvolupar tàctiques que barrejaven els Bf 109 carregats de bombes amb l'escorta de caces en un esforç per enganyar l'enemic i confondre els seus plans d'intercepció. Aquesta tàctica va frenar les pèrdues dels caces-bombarders, però els pilots encara van sentir com si s'estaven desaprofitant. El lideratge de Galland encara va cometre diversos errors; Galland no va aprofitar les oportunitats d'entrenament per millorar la precisió del bombardeig dels seus pilots; no va disciplinar els pilots que eren propensos a llançar les seves bombes aviat; només va participar com a escorta, violant el seu propi dictamen de no demanar als homes que fessin alguna cosa que ell no faria, mentre que no va transmetre als seus homes aquestes missions eren dignes de la seva atenció. La decisió de Galland va ser encara més difícil d'entendre donat el seu servei com a pilot d'atac terrestre.
La Batalla d'Anglaterra va continuar amb baralles de gossos a gran escala més enllà del 31 d'octubre, considerades per alguns historiadors com el final de la campanya. A l'octubre es van reclamar vuit victòries més, sis Spitfires i dos Hurricanes, incloses tres el 30 d'octubre, la qual cosa va portar el seu compte a 50; les dues últimes víctimes es van reclamar a les 16:00 CET i probablement eren de l'esquadró 41. L'oficial pilot G. G. F. Draper va resultar ferit i el sergent L. A. Garvey va morir. El 15 de novembre, Galland va fer la seva missió de combat número 150 i l'endemà va aconseguir els seus èxits número 53 i 54 contra l'esquadró 17. S'ha avaluat l'exactitud de les afirmacions de Galland, i una font afirma que 44 de les seves 54 reclamacions es poden verificar a través dels registres britànics i cinc definitivament no es podrien conciliar amb les pèrdues de la RAF.
Al novembre, es van comptabilitzar sis victòries més, incloent quatre Hurricanes, per elevar les seves victòries registrades a 51–56, situant-lo a l'igual del difunt Helmut Wick, que havia estat abatut i mort el 28 de novembre. El 5 de desembre, Galland va registrar la seva 57a victòria. Això el va convertir en el pilot de caça més reeixit de la guerra en aquell moment, posant-lo per davant del seu col·lega, amic i rival Werner Mölders. L'anàlisi realitzada per James Corum va trobar que el nombre de pilots de caça líders era petit, però compartien qualitats especials i indefinibles en el pilotatge, especialment la punteria, les habilitats de caça i la consciència de la situació. Corum va trobar que durant la Batalla d'Anglaterra, Galland va representar el 14% de tots els èxits aeris del JG 26, d'una unitat d'uns 120 pilots. Quatre dels pilots de caça de l'ala van afirmar un sorprenent 31% de tots els avions abatuts.

### Front del Canal
El març de 1941, Göring va celebrar una conferència important per a les unitats de l'oest. Després de descriure detalladament la propera ofensiva aèria contra Gran Bretanya, va admetre en secret a Adolf Galland i Werner Mölders que "no hi ha ni una paraula de veritat". La Luftwaffe havia de traslladar-se al front oriental. Encara que només aproximadament dues ales de caces van romandre a l'oest durant l'any i mig següent, moltes de les millors tripulacions de caces van romandre en aquest teatre. De la mateixa manera, el millor equip anava a l'oest; la indústria va subministrar primer el Focke-Wulf Fw 190 al teatre occidental. Petites en nombre (no més de 180 avions), les forces de caça occidentals estaven entre les millors de la Luftwaffe.
Ara, ascendit a Oberstleutnant, va continuar liderant el JG 26 el 1941 contra els caces de la RAF escombrats pel nord d'Europa. A principis de 1941, la majoria de les unitats de caces de la Luftwaffe van ser enviades al front oriental, o al sud, al Teatre d'Operacions de la Mediterrània (MTO), deixant només el JG 26 i el JG 2 com a únic caça monomotor Geschwader a França. En aquest moment, els JG 26 estaven sent reequipats amb el nou Bf 109F, normalment equipat amb un canó de 15 mm (o més tard un canó de 20 mm) disparant a través del nucli de l'hèlix i dos MG 17 de 7,9 mm muntats a la caputxa. Galland va considerar que el model estava molt poc armat i, per tant, va provar una sèrie de 109 "especials", un amb un armament únic d'una MG 151/20 i dues metralladores MG 131 de 13 mm muntades en caputxa, i una altra amb [[canó MG FF|canons MG FF de 20 mm muntats a l'ala integrals
El 15 d'abril de 1941, Galland va sortir amb llagosta i xampany per celebrar l'aniversari del general Theo Osterkamp a Le Touquet, França. Va fer una volta amb el seu ala cap a Anglaterra, buscant avions de la RAF. Als penya-segats de Dover, va veure un grup de Spitfires. Galland va atacar i va reclamar dos abatuts confirmats i un no confirmat. El resultat real va ser la destrucció d'un Spitfire; els altres dos van resultar danyats en aterratges forçats amb els dos pilots ferits. Durant el combat, el tren d'aterratge de Galland havia caigut provocant que un dels pilots de la RAF (el tinent de vol Paddy Finucane) per reclamar l'avió de Galland com a destruït, però Galland va aterrar sense incidents a Le Touquet i va lliurar a Osterkamp els seus regals. L'èxit de Galland aquell dia va representar la seva 60a i 61a victòria aèria.
Galland va rebre una trucada telefònica de Göring el 10 de maig de 1941, demanant-li que interceptés un Messerschmitt Bf 110 pilotat per Rudolf Hess cap a Escòcia. Galland no va poder llançar un escombrat complet de caces. No obstant això, el vol d'Hess estava molt al nord i va arribar a Escòcia estavellant el seu avió. Galland va enviar caces per dur a terme algunes escombrades perquè pogués afirmar honestament que havia complert les seves ordres, però ja era gairebé fosc i Galland va ordenar als seus pilots que no s'havien acostumat a volar de nit que es retiressin.

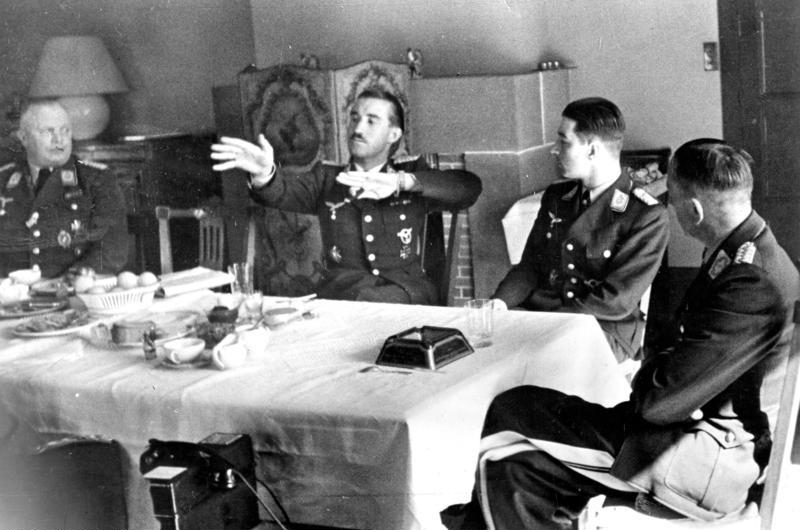
Galland i Werner Mölders assistint a l'aniversari de Theo Osterkamp l'abril de 1941.

Galland va continuar els seus èxits a l'estiu. El 13 de juny, va dirigir un petit nombre de Bf 109 en una patrulla davant la costa anglesa i va atacar un parell d' Hurricanes de l'esquadró 258 afirmant que tots dos van ser abatuts. Es pot confirmar a través dels registres britànics com un aterratge accidentat a RAF Hawkinge. Va elevar el seu compte a 63. A partir d'aquest moment, la RAF va muntar una ofensiva sense parar amb el Comandament de Caça sobre França. Els alemanys no van veure el sentit d'aquestes operacions i aviat la van titllar d'"ofensiva sense sentit". Galland tenia la intenció d'enfrontar-se als britànics i infligir el màxim dany mentre incorreria en petites pèrdues. Per fer-ho només va contractar JG 26 a Staffel o Gruppe. Els caces havien de lluitar ràpidament per guanyar alçada i fer servir el sol i els núvols per atacar la formació enemiga més vulnerable. Sota aquestes tàctiques, molts pilots de JG 26 van començar a sorgir com a asos i comandants efectius. El 16 de juny de 1941, per exemple, el JG 26 comptava amb 15 avions enemics. Josef Priller va ser un dels que van anotar, portant el seu compte a 22. Priller més tard va augmentar al comandament del JG 26. Galland va reclamar un Hurricane aquest dia per a la victòria número 64, encara que la pèrdua no es pot confirmar en els registres britànics. El 17 de juny, va comptar amb dos Hurricanes, un de l'esquadró 56 i un altre del 242. L'endemà va comptar amb un Spitfire de l'esquadró 145 que va inflar el seu compte fins a 67, llavors el nombre més alt registrat contra els aliats occidentals.
El matí del 21 de juny, va comptar amb dos Bristol Blenheim, però va ser abatut per les escortes de Spitfire, i va aterrar a prop de Calais. A les 16:00 d'aquella mateixa tarda, Galland va abatre un Spitfire de l'esquadró número 611, però observant la seva víctima durant massa temps, ell mateix va ser abatut a Werknummer (número de fàbrica) 6713, codi "<- + -", per un Spitfire del 145 pilotat pel sergent RJC Grant. Galland va ser rescatat i va estirar el que ell pensava que era la seva corda de paracaigudes, però en realitat estirava l'arnès d'alliberament del paracaigudes. Amb una sensació de "malestar", es va calmar i va estirar el cordó que es va obrir. Theo Osterkamp va anar amb cotxe a l'hospital on Galland estava sent tractat per les seves ferides i li va informar que les seves 69 victòries ara li havien valgut la Creu de Cavaller de la Creu de Ferro amb Fulles de Roure i Espases.
El 2 de juliol de 1941, Galland va dirigir el JG 26 al combat contra una formació de bombarders de l'esquadró número 226 de Blenheim. El caça de Galland va ser colpejat per una bala de 20 mm d'un dels caces d'escorta dels bombarders. La placa de blindatge instal·lada al Bf 109 pocs dies abans va salvar la vida de Galland. Ferit al cap va aconseguir aterrar i va tornar a ser hospitalitzat per segona vegada en pocs dies. Just a principis d'aquella setmana, quan es va instal·lar la placa de blindatge, va increpar severament el seu mecànic, Gerhard Meyer, que la va soldar, quan va colpejar el cap contra la marquesina en entrar al seu avió. Aquell mateix mecànic va rebre "una bufetada agraïda a l'esquena". Galland havia estat abatut i abatut dues vegades en l'espai de quatre dies. El Blenheim va portar el seu compte a 70.
El 9 d'agost de 1941, l'as de la RAF Douglas Bader va rescatar Saint Omer. Bader era molt conegut per la Luftwaffe i en el moment de la seva captura s'havia atribuït 22 victòries aèries. El mateix Galland va reclamar dos Spitfires en aquella data. Galland i JG 26 van entretenir Bader durant els dies vinents. A causa de la gran estatura del presoner, Galland va permetre a Bader, sota escorta, seure a la cabina d'un Bf 109. Pel que sembla, malgrat haver perdut una de les seves cames de llauna a l'avió, Bader, d'una manera semi seriosa, li va preguntar. si no els importaria que l'agafés en un vol de prova per l'aeròdrom. Galland va respondre que temia que Douglas intentés escapar i que s'haurien de perseguir i disparar-se de nou, i va rebutjar la sol·licitud.
Durant tot l'estiu, Galland va reclamar altres 14 Spitfires en batalles contra el Comandament de Caces sobre França. El 23 de juliol de 1941, va comptar amb tres Spitfires (núms. 71–73), un a la tarda i dos al vespre. El JG 26 va reclamar 13 enemics per tres pèrdues sota el comandament de Galland aquest dia. Dos el 7 d'agost van ser suficients per assolir 75 victòries aèries. El 19 d'agost, va reclamar dos Spitfires i un Hurricane per superar els 80 de Manfred von Richthofen de la Primera Guerra Mundial. Galland també va volar el Focke-Wulf Fw 190 a la tardor de 1941 quan el Geschwaderes va convertir al tipus tot i que va retenir i va volar ell mateix Bf 109. El 21 d'octubre va repetir els seus èxits amb un trio de Spitfires per arribar a 92. Els oponents de Galland eren els oficials pilot de l'esquadró número 611 JF Reeves i NJ Smith. Els dos homes van morir, però el Fighter Command va informar de la seva mort com una col·lisió entre ells durant la baralla.
La seva víctima número 96, un altre Spitfire, va ser reclamada el 18 de novembre de 1941. Va resultar ser la seva darrera victòria oficial durant tres anys, ja que estava a punt que se li prohibís volar missions de combat. El caça de la RAF probablement procedia de l'esquadró 611.

## Alt comandament (1941–45)

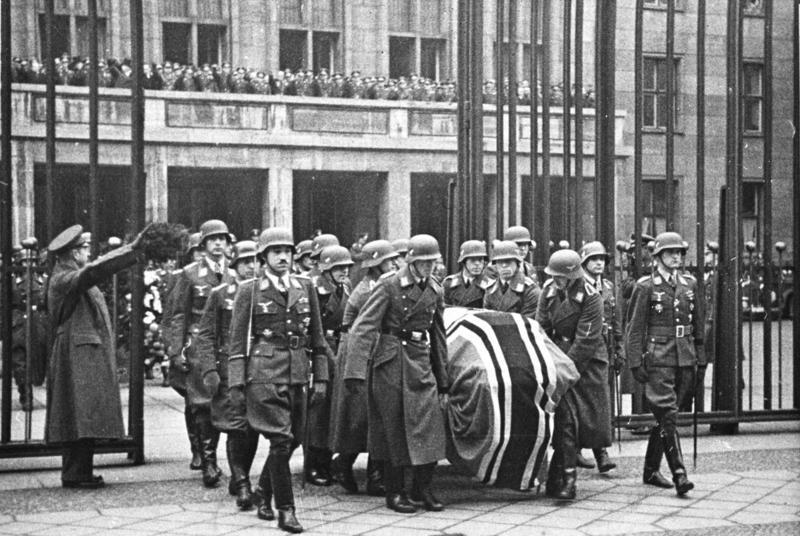
Galland (guàrdia d'honor frontal, esquerra) al funeral d'Ernst Udet

El novembre de 1941, va ser escollit per Göring per comandar la força de caça alemanya com a general der Jagdflieger, succeint a Werner Mölders, que acabava de morir en un accident aeri de camí per assistir al funeral d'Ernst Udet. Galland no estava entusiasmat amb la seva promoció, es veia a si mateix com un líder de combat i no volia estar "lligat a una feina d'escriptori". Amb només 30 anys, va ser el general més jove de les forces armades.
Poc després , el 28 de gener de 1942, Galland va rebre la Creu de Cavaller de la Creu de Ferro amb Fulles de Roure, Espases i Diamants pel seu servei com a Geschwaderkommodore de JG 26. Poc després del nomenament de Galland, no estava interessat en una càrrec d'estat major, va planificar i executar el pla de superioritat aèria alemanya (operació Donnerkeil) per a l'operació Cerber de la Kriegsmarine, des del seu quarter general a Jever. Els cuirassats alemanys Scharnhorst, Gneisenau i el creuer pesant Prinz Eugen van navegar des de Brest pel Canal de la Mànega fins a Kiel. L'operació va agafar els britànics desprevinguts. La RAF va intentar interceptar amb les forces disponibles, però les defenses de caces alemanyes van poder enderrocar 43 avions de la RAF amb 247 baixes britàniques. La Luftwaffe havia evitat qualsevol dany als vaixells per atac aeri.
Un fort defensor de la força de caça diürna i de la defensa d'Alemanya, Galland va utilitzar la seva posició per millorar la posició de la Jagdwaffe . La necessitat era urgent, ja que Alemanya havia declarat la guerra als Estats Units l'11 de desembre de 1941, i Galland estava disposat a construir una força que pogués resistir el ressorgiment de les Forces Aèries Aliades Occidentals en preparació per al que es coneixia com la campanya de la Defensa del Reich. Galland va ser franc, cosa que Göring no va tolerar sovint. Tanmateix, guanyant i cultivant el suport d'altres personalitats poderoses de la Luftwaffe, com Erhard Milch i Günther Korten, i personalitats del sector industrial com Albert Speer i fins i tot Adolf Hitler, Galland va poder sobreviure al seu càrrec durant tres anys.
L'ofensiva del circ del Comandament de Caces, ara magnificada pels caces de la USAAF en gran nombre, s'havia combinat amb les operacions de bombarders de la Vuitena Força Aèria per fer d'Europa occidental el teatre crític de les operacions aèries a finals de l'estiu de 1943. Ni Göring ni molts dels seus comandants esperava aquesta evolució. El gener de 1943 Göring va suggerir un augment de les forces de caces diürnes, però no per preocupacions sobre la producció d'avions aliats, sinó que l'èmfasi es posava en els caces per a la missió de caça bombarder. Galland, que estava pressionant per a un augment important de la seva força de combat, tampoc semblava reconèixer l'amenaça a l'oest en aquell moment. Al gener va predir erròniament que el principal pes de la guerra aèria del 1943 seria el Mediterrani. Les grans forces de combat enviades a Àfrica i Itàlia van rebre el suport de Galland. Galland va comentar el febrer de 1943 que la força de caça havia resolt el problema de lluitar contra bombarders de quatre motors durant el dia. La confiança de Galland estava fora de lloc; els seus aviadors encara no s'havien enfrontat als centenars de bombarders nord-americans que sobrevolaven Alemanya el 1943, ni als milers que es van unir a la lluita el 1944. Mesos després, Galland es va convertir en un dels defensors més ferms de més recursos per a les tasques de Defensa del Reich.

### Mediterrània
La primera gran crisi per al comandament de Galland, sota el seu mandat, es va produir el 1943. Galland havia estat donant suport a les operacions a la zona des d'abril de 1943, però la derrota de Tunísia va provocar una reorganització de les forces aèries de l'Eix al sud. La Luftflotte 2 es va dividir en dos, amb la Luftflotte Sud-Est controlant els Balcans i una nova Luftflotte 2 controlant Itàlia, Sardenya, Còrsega i Sicília . També es va produir una substitució general dels comandants. Wolfram von Richthofen va arribar com a comandant de la Luftflotte 2. Galland, va anar a Sicília per controlar les operacions de caces.

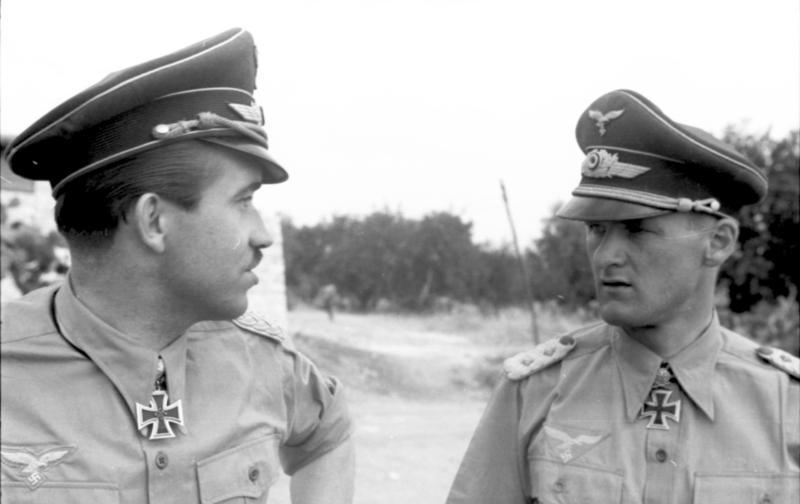
Adolf Galland i Günther Lützow a Itàlia

Les ordres de Galland eren millorar l'eficiència, la moral i el subministrament d'avions i pilots. Galland va substituir l'experimentat Osterkamp com a JaFü Sizilien (líder de caça Sicília) el 22 de juny després d'haver nomenat el seu proper soci Günther Lützow com a Inspecteur der Jadgflieger Süd (inspector de Pilots de Caça Sud) el 17 de maig. El repte d'un comandament de combat era massa temptador i Galland no havia de demostrar ser un oficial d'estat major capaç. Els defectes de Galland van encantar a Richthofen, que es va conformar amb permetre a Galland "prou corda per penjar-se", cosa que va desviar l'atenció dels altres.
En arribar a l'illa, Galland va trobar impactant l'estat de les forces aèries alemanyes. Les unitats de combat estaven esgotades, mancades de recanvis i sota atacs freqüents: els 130 caces de l'illa eren l'objectiu. Va ser impossible reconstruir completament els esquadrons. Els recursos disponibles no podien impedir que les forces aèries aliades actuessin amb impunitat. Göring va amenaçar que un pilot de cada unitat fos jutjat per un tribunal marcial, i si no s'aconseguien millores, s'havien d'enviar com a infanteria al front oriental. Els comandants sobre el terreny, reconeixent la situació real, van ignorar l'amenaça i el missatge. Concretament, Göring va ordenar que els pilots tornessin sense reclamacions i que els avions sense danys serien sotmesos a un consell de guerra per covardia. L'amenaça anava dirigida al JG 77, que en aquell moment estava molt estirat. Galland va repetir les crítiques de Göring. Sota la pressió de Göring, també va retreure l'ala que va provocar friccions amb el comandant Johannes Steinhoff.
Juntament amb aquests canvis, van arribar reforços considerables. El nombre de caces va augmentar de 190 a mitjans de maig a 450 a principis de juliol de 1943.Prop del 40 per cent de tota la producció de caces de l'1 de maig al 15 de juliol de 1943 es va destinar al Teatre Mediterrani i dues noves ales de caces, previstes per a Alemanya. defensa, va anar cap al sud. El moviment de caces per reparar la superioritat aèria aliada només va aconseguir un augment de les pèrdues alemanyes, que reflectia la superioritat de la producció aliada. Del 16 de maig al 9 de juliol, les forces aliades van fer 42.147 sortides i van perdre 250 avions davant el 325 de l'Eix, ja que l'ofensiva aèria va deixar gradualment inoperables els aeròdroms de Sicília. La dèbil força dels bombarders alemanys va fer només un feble intent de donar suport a la defensa de Sicília.
Les pèrdues també van ser elevades. En els primers nou dies de juliol de 1943, el comandament de Galland va perdre aproximadament 70 caces. El catorzè dia va ser convocat a Berlín per explicar l'enfonsament de les defenses antiaèries a l'illa. Quan Galland va marxar, l'última dotzena d'avions operatius de l'Eix va sortir de Sicília el 22 de juliol. Des de la invasió aliada de Sicília, Galland havia perdut 273 avions alemanys i 115 italians i a canvi de només uns 100 avions de les forces aèries aliades.

### Conflicte amb Göring i lideratge fallit

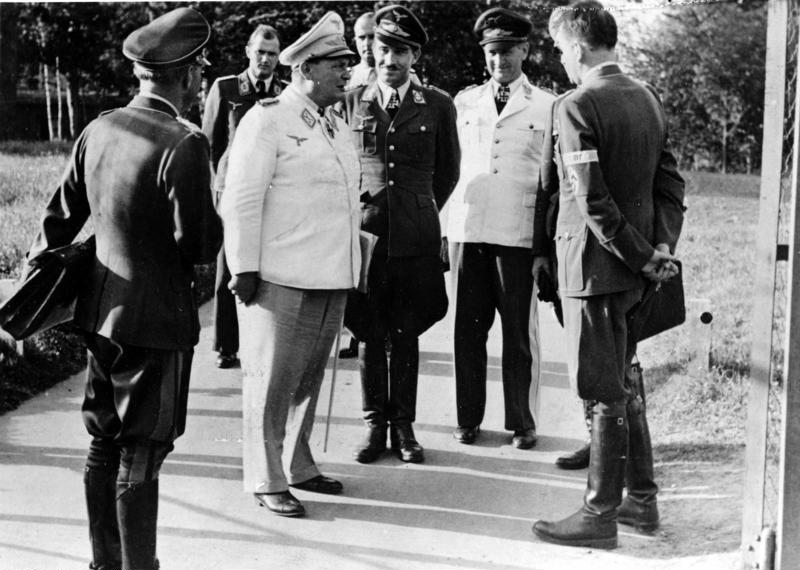
Göring, Galland, el Generaloberst Loerzer i Speer.

La posició de Galland com a general der Jagdflieger el va portar a un conflicte gradual amb Göring a mesura que la guerra continuava. Galland sovint estava en desacord amb Göring i Hitler sobre com processar la guerra aèria. De 1942 a 1944, les forces de caça alemanyes en tots els fronts al Teatre Europeu d'Operacions (ETO) va patir una pressió creixent i la relació de Galland amb Göring va començar a amargar-se. Les primeres esquerdes diferents van començar a aparèixer a la primavera de 1943. Galland va suggerir que les forces de caça que defensaven Alemanya haurien de limitar el nombre d'intercepcions realitzades per permetre temps suficient per reagrupar-se i conservar la força de l'aire. Només conservant la seva força i els seus recursos preciosos, els pilots de caça, la Luftwaffe podria esperar infligir danys als bombarders. Göring va trobar el suggeriment inacceptable. Va exigir que totes les incursions fossin contrarestades amb la màxima força, independentment de la mida de l'escorta dels caces aliats. Segons el cap de producció i adquisicions, Erhard Milch, que també va estar present a la reunió, "Göring no ho podia entendre".
La combinació de la disminució de la producció i el desgast va deixar Galland amb una base de recursos molt minça per defensar Alemanya. Tot i que la pressió es va reduir una mica al novembre, Galland i el seu comandament es van enfrontar a una amenaça formidable. L'ombra dels caces d'escorta nord-americans i l'extensió gradual del seu abast cobria totes les zones ocupades per unitats de caces alemanyes dedicades a operacions antibombarders. A principis d'octubre, la intel·ligència alemanya havia informat que els caces nord-americans acompanyaven els bombarders fins a Hamburg.
Diversos avions de caça nord-americans es van estavellar prop d'Aquisgrà a la cúspide de la frontera oest d'Alemanya. Galland va presentar aquests naufragis com a prova que la Luftwaffe s'enfrontava a un enemic que aviat podria escortar els seus bombarders pesats amb avions de caça cap a objectius industrials dins d'Alemanya. Galland va presentar les seves conclusions a Göring. Göring estava lívid amb Galland i la força de caça. Va anomenar l'informe com a "declamacions d'un derrotista desgastat" i va donar a Galland una "ordre" que cap combatent aliat havia creuat cap a Alemanya. Göring va raonar que l'única raó possible podria haver estat que els caces de curt abast es van quedar sense combustible a gran altitud i "van ser abatuts molt més a l'oest... i van planejar una bona distància abans d'estavellar-se. Galland es va preguntar per què un pilot aliat optaria per lliscar cap a l'est en lloc de l'oest. Tots dos homes també van argumentar que han d'augmentar la producció de caces per aconseguir un avantatge de tres o quatre vegades sobre els atacants immediatament per preparar-se per a aquesta nova amenaça. Göring fins i tot en aquesta època, estava esbiaixat a favor dels bombarders, per mantenir l'ofensiva en tots els fronts. Va ser una política amb la qual va persistir fins a la tardor de 1943.

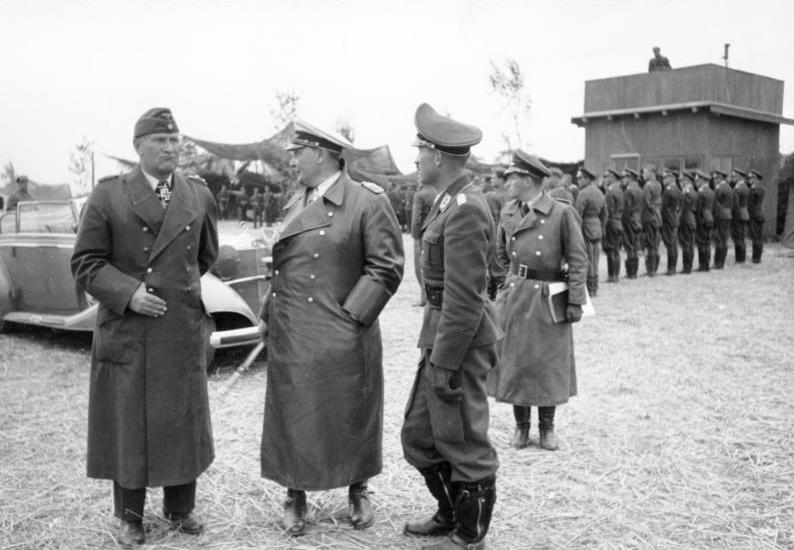
Bruno Loerzer (esquerra), Galland (dreta) i Hermann Göring (centre), setembre de 1940

A l'octubre de 1943, la relació conflictiva va tornar a la superfície. Galland es va reunir amb Göring a la finca de Göring, Schloss Veldenstein. Durant la conversa va sorgir la necessitat d'uns avions interceptors nous i millorats. Göring, va exigir que s'utilitzin en massa caces fortament armats amb canons. Göring, motivat pels desitjos de Hitler, volia canons d'uns 900 quilos (2.000 lliures) de pes. Galland va explicar que aquesta arma no es podia utilitzar amb eficàcia en un avió; el canó seria propens a encallar-se i l'avió seria massa difícil de maniobrar. Galland també va afirmar que l'ús d'armes inadequades com el Messerschmitt Me 410, un favorit de Hitler, havia causat grans pèrdues. Galland va argumentar que aquestes mesures eren deplorables i irresponsables. Göring va ignorar els arguments de Galland i va continuar els seus freqüents atacs contra la força de combat, acusant-los de covardia. Galland, com sempre, els va defensar, arriscant la seva carrera i, a prop del final de la guerra, la seva vida fent-ho. Galland va declarar que no podia acceptar seguir els plans de Göring i va sol·licitar ser acomiadat del seu càrrec i enviat de nou a la seva unitat. Göring va acceptar, però dues setmanes després es va disculpar amb Galland i va atribuir el seu comportament a l'estrès. Galland va continuar al seu càrrec.
No obstant això, finalment els arguments van continuar, principalment sobre l'adquisició d'avions i armament per a la defensa d'Alemanya dels bombardeigs aliats, i van començar a donar lloc a una creixent fractura personal entre Göring i Galland. El novembre de 1943, Galland va emetre un comunicat a les forces de caça, anunciant la introducció de noves armes, com ara els Fw 190 fortament armats, per atacar o destruir bombarders aliats mitjançant l'ús de tàctiques d'atac massives i basades en formacions a curta distància. També va transmetre la insatisfacció de Göring amb els comandants d'ala i d'esquadra que no van pressionar els seus atacs d'aquesta manera. Per primera vegada, Göring va ordenar a les seves unitats, a través de Galland, que utilitzessin mètodes d'embat, i arriscar-se a sacrificar el pilot. No era la primera vegada que Galland havia ordenat això; el general va exigir el mateix als seus homes durant l'operació Channel Dash el 1942.
Galland va trobar alarmant l'aparició de caces nord-americans a aquest rang. Les pèrdues alemanyes van ser tan enormes que Galland va celebrar una reunió especial amb els comandants de la divisió I Jagdkorps el 4 de novembre de 1943. Va contribuir a les pèrdues de caces del dia el fet que molts caces alemanys no posseïssin buscadors per localitzar les seves bases amb mal temps. Es va decidir que els caces monomotor s'havien de comprometre a protegir els caces més pesats, com el Messerschmitt Bf 110, de les escortes, perquè aquests últims poguessin atacar els bombarders. L'única unitat disponible per protegir els caces pesats era el Jagdgeschwader 300 (JG 300), amb variants fortament armades però lentes del Fw 190. A finals de desembre, Galland i el personal del JagdkorpsVaig concloure que les seves noves tàctiques havien fracassat amb grans pèrdues. Les causes van ser "(a) el temps, (b) la considerable inferioritat de la força alemanya, (c) la impossibilitat de reunir força suficient en una zona a causa de les limitacions de temps i distància; resultat: atac de combat feble i dispers".
La situació es va deteriorar el febrer de 1944, amb la Setmana Gran, a mesura que l'Ofensiva Combinada de Bombarders va agafar impuls. A mitjans de març de 1944, l'escassetat de pilots qualificats va fer que Galland enviés el següent missatge demanant voluntaris:
| « | La tensa situació de la mà d'obra a les unitats que operen en la Defensa del Reich exigeix amb urgència la formació de personal de vol experimentat d'altres braços del servei, en particular per al manteniment de la potència de combat al braç aeri, pilots provats d'atac terrestre i bombarder. Les unitats, especialment els oficials aptes com a líders de formació, també s'hauran de reclutar. | » |

La súplica era desesperada. A finals de març, l'ofensiva de bombardeig estratègic a la llum del dia havia posat la Luftwaffe sota una pressió enorme. Va retardar, encara que només durant un breu període, l'expansió de la producció de caces. És important destacar que havia causat un desgast devastador. Les forces aèries nord-americanes van continuar amb una pressió implacable durant la guerra. No hi havia esperança de recuperació per a les forces de caça diürnes d'Alemanya sota el comandament de Galland i les forces aèries aliades estaven a prop de guanyar la superioritat aèria sobre tot Europa. Una conferència entre Galland i Göring a mitjans de maig de 1944 va subratllar com les operacions aèries enemigues estaven devastant la força de caça. Galland va informar que la Luftflotte Reich havia perdut el 38 per cent dels seus pilots de caça l'abril de 1944, mentre que la Luftflotte 3 n'havia perdut un 24 per cent.
En total, els alemanys havien perdut 489 pilots (100 oficials), va informar Galland, mentre que els centres d'entrenament només havien enviat 396 nous pilots (inclosos 62 oficials). Les propostes de Galland per cobrir el dèficit i el desgast reflectien la situació desesperada. Galland va instar a tots els pilots de caces que ocupessin posicions de personal curt a ser transferits immediatament a unitats operatives, que els pilots de caces nocturns qualificats es traslladessin a la força de caces de dia, que dos grups de caces es traslladessin des del front oriental tan aviat com sigui possible i que el comandament d'atac terrestre alliberés tots els pilots amb més de cinc victòries aèries a la defensa del Reich. Finalment, Galland va informar que les escoles de vol havien alliberat més de 80 instructors. Galland va fer aquest pas tot i que va criticar l'alt comandament per no haver produït un pla a llarg termini per a un nombre més alt d'instructors a les escoles, sobretot després que la producció augmentés el nombre d'avions disponibles.

### Innovacions
El 23 de maig de 1943, Galland va volar amb un primer prototip del caça Messerschmitt Me 262. Després del vol, va descriure la seva experiència; "Va ser com si els àngels estiguessin empenyent". Galland es va convertir en un partidari entusiasta de l'avió, adonant-se del seu potencial com a caça en lloc de bombarder. Galland esperava que el Me 262 compensaria la superioritat numèrica dels Aliats. En un informe de guerra va escriure:
| « | En els darrers quatre mesos [gener-abril de 1944] els nostres caces diaris han perdut 1.000 pilots... som inferiors numèricament i ho continuarem sent sempre... Crec que es pot aconseguir molt amb un petit nombre d'avions tècnicament molt superiors com el [Me] 262 i [Me] 163... En aquest moment preferiria tenir un Me 262 en acció en lloc de cinc Bf 109. Abans deia tres 109, però la situació evoluciona i canvia. | » |

L'entusiasme de Galland no va poder apreciar les dificultats que suposava la transferència d'un disseny a la producció, especialment en les circumstàncies. El Me 262 no era la prioritat de Willy Messerschmitt. El dissenyador va estar involucrat en una batalla amb Milch des de 1942 per la cancel·lació del Messerschmitt Me 209 a favor de l'avió de reacció. També hi va haver problemes amb els motors i la producció en sèrie va ser difícil perquè l'empresa estava fent canvis de disseny al mateix temps que treballaven les línies de producció.

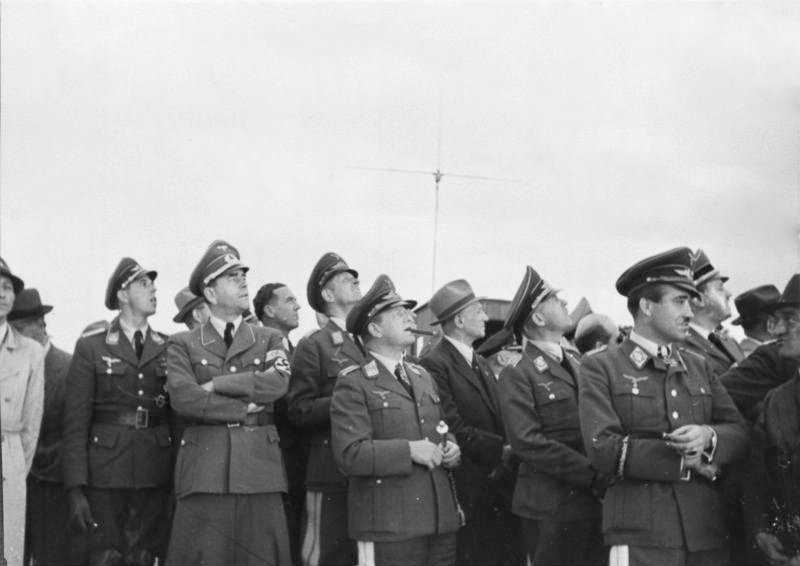
Galland (dreta) amb Milch (centre) i Speer (esquerra) al camp de prova central d'Erprobungsstelle Rechlin, inspeccionant nous tipus d'avions

Galland va aconseguir persuadir temporalment Milch perquè recolzés la cancel·lació del programa Me 209 a favor de la producció de 100 Me 262 a finals de 1943. Tanmateix, a causa dels problemes persistents amb els seus motors turborreactors i més tard, la determinació de Hitler d'utilitzar-lo com a bombarder, el Me 262 no es va desenvolupar com a caça fins al final de la guerra.
A la primavera de 1944, el Me 262 estava prou preparat per al servei operatiu. En aquest moment, Galland s'enfrontava a rivalitats entre el comandament de la Luftwaffe sobre la millor manera d'utilitzar l'avió. Dietrich Peltz, comandant del IX. Fliegerkorps, volia utilitzar l'avió com a arma contra un futur desembarcament aliat a França. Peltz va veure l'avió com un bombarder ràpid ideal que podia evadir el gran nombre de caces aliats amb motors de pistó i atacar els terrenys d'aterratge. Peltz també volia utilitzar pilots de bombarders altament entrenats que creia que podrien servir millor com a pilots de caces de defensa domèstica en lloc de l'excés de treball i el Jagdwaffe. La seva experiència i formació en temps cecs, i els seus antecedents en avions multimotors els van fer ideals per a aquestes operacions segons ell.
En els primers cinc mesos de 1944, la força de bombarders convencionals de Peltz havia sofert una derrota important sobre Anglaterra a l'operació Steinbock, però no va apagar el seu apetit per l'acció ofensiva ni va afectar la seva reputació amb Göring. Galland va argumentar en contra del seu suggeriment. En canvi, Galland va pensar que el cos de bombarders s'havia de dissoldre i els seus pilots convertits en caces. Göring va adoptar la idea de Peltz per impressionar a Hitler i recuperar la seva influència minvant.
Galland no es va rendir. Va fer apel·lacions repetides per als avions de caça Me 262. Göring va rebutjar les sol·licituds de Galland de construir el mateix nombre de variants de caces i bombarders Me 262. Tanmateix, l'estreta relació de Galland amb Albert Speer, el ministre d'armament alemany, li va permetre retenir un petit nombre operatiu. Fins i tot això va ser difícil, ja que Hitler havia pres el control personal de la producció de turboreactors i va comprovar on s'estava desplegant cada lot d'avions.
No va ser fins al setembre de 1944 que Hitler va rescindir la seva directiva d'utilitzar el Me 262 com a caça bombarder. Galland abans havia ignorat l'ordre i va formar l'Eprobungskommando 262 per provar el Me 262 contra avions de reconeixement aliats d'alt vol. Va seleccionar el pilot molt condecorat Werner Thierfelder com a comandant. Hitler va saber parlar de l'experiment a través de Milch i va ordenar a Göring que l'aturés en una reunió el 29 de maig de 1944. Galland va persistir amb els experiments i va ordenar que es continuïn les operacions. Van aconseguir èxits aïllats fins que Thierfelder va ser abatut i mort pels P-51 Mustangs el 18 de juliol de 1944. El 20 d'agost, Hitler finalment va acceptar permetre que un de cada 20 Me 262 entrés en servei amb el Jagdwaffe que va permetre a Galland construir unitats de reacció.
Galland va seguir de prop el Kommando Nowotny, la unitat de caces experimental. La unitat va lluitar fins al novembre de 1944 sense gaire èxit i grans pèrdues. Galland va visitar la base prop d'Achmer el 7 de novembre per observar aquesta única unitat a reacció. El 8 de novembre de 1944, va estar present quan l'as Walter Nowotny va enlairar-se amb una força de Me 262 en un ennuvolat per participar en una incursió de la USAAF. Galland va escoltar per la ràdio i després va veure com l'avió d'en Nowotny s'estavellava des dels núvols i s'estavellava contra el terra; una aparent víctima de caces d'escorta nord-americans.
Galland es va mantenir ambivalent respecte a altres tipus. Al principi es va mostrar escèptic sobre el concepte de disseny del Heinkel He 162. Göring va forçar el programa, l'hora era desesperada i s'havien d'explorar tots els dissenys. Galland estava preocupat per dispersar encara més l'esforç de producció, però sembla que va canviar d'opinió després de veure una maqueta el 7 d'octubre de 1944 i de veure el prototip volar al desembre. Va exigir que es fessin maquetes de fusta per a la instrucció a terra mentre que el tres per cent havien de servir com a entrenadors.
Mentrestant, Galland va perseguir innovacions amb els dissenys existents. L'avió Focke-Wulf Fw 190 es va formar en diversos Geschwader amb una potència de foc clarament millorada. Anomenades Sturmbock (ariet), aquestes màquines podrien causar grans danys a les formacions de bombarders sense escolta. Galland va donar suport a la conversió d'unitats com el JG 300 al paper de Sturmbock . El Sturmbock estaven fortament armats i blindats, la qual cosa significava que eren poc maniobrables i vulnerables sense protecció per escortar els Bf 109. Tot i així, les tàctiques es van estendre ràpidament i van ser una de les poques històries d'èxit de la Luftwaffe el 1944. Galland va dir després de la guerra que, si no hagués estat pel desembarcament aliat a Normandia, que augmentà la necessitat de variants de caces més lleugeres, cada Geschwader a la Luftwaffe hauria contingut un Gruppe d'avions Sturmbock el setembre de 1944.
El mateix Galland va volar en vols d'intercepció no autoritzats per experimentar les pressions de combat dels pilots, i va presenciar bombarders de l'USAAF escortats per un gran nombre de P-51 Mustangs. No obstant això, en ocasions les tàctiques de Sturmbock van funcionar. Per exemple, el 7 de juliol de 1944 els bombarders de la Vuitena Força Aèria pertanyents al 492è Grup de Bombarders van ser interceptats sense acompanyament. Tota l'esquadra de 12 B-24 va ser abatuda. La 2a Divisió Aèria de la USAAF va perdre 28 Liberators aquell dia, la majoria a causa d'un atac de Sturmbock.

### Acomiadament i revolta

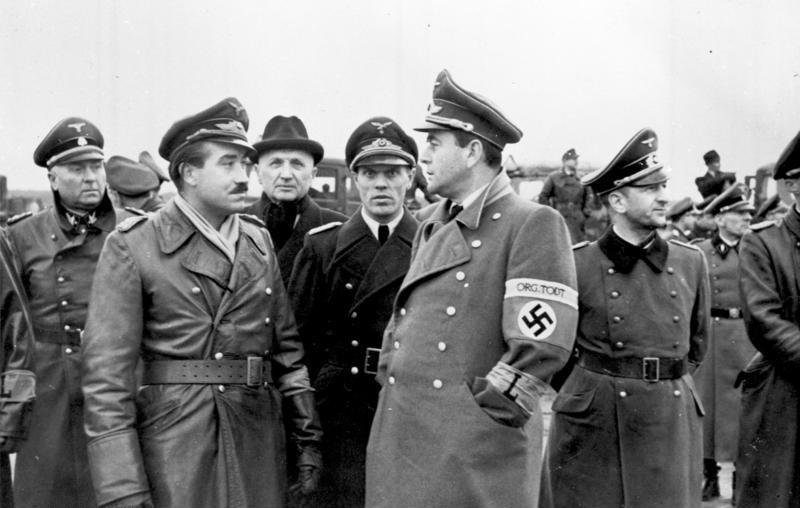
Galland i Albert Speer. Els dos homes es tenien un respecte mutu.

Malgrat les disculpes de Göring després de la seva disputa anterior, la relació entre els dos homes no va millorar. La influència de Göring estava en declivi a finals de 1944 i havia caigut en desgracia amb Hitler. Göring es va tornar cada cop més hostil a Galland, culpant a ell i als pilots de caça per la situació. El 1944, la situació va empitjorar. Una sèrie d'atacs de l'USAAF anomenades Big Week van guanyar la superioritat aèria dels Aliats al febrer. A la primavera de 1944, la Luftwaffe no va poder desafiar amb eficàcia als Aliats sobre França o els Països Baixos. L'operació Overlord, la invasió aliada de l'Europa ocupada pels alemanys va tenir lloc el juny de 1944. Segons un informe fet per Galland, en els quatre mesos anteriors havien mort 1.000 pilots. Galland va informar que l'enemic superava en nombre els seus caces entre 6:1 i 8:1 i el nivell d'entrenament dels pilots de caces aliats era "sorprenentment alt".
Per recuperar una mica d'espai per a la seva força i els objectius industrials alemanys, Galland va formular un pla que va anomenar el Großer Schlag (el "Gran cop"). Va demanar la intercepció massiva de les formacions de bombarders de l'USAAF per aproximadament 2.000 caces alemanys. Galland esperava que els caces alemanys abatrien entre 400 i 500 bombarders. Les pèrdues acceptables havien de ser d'uns 400 caces i 100-150 pilots. L'estat major de Galland podria reunir 3.700 avions de tot tipus el 12 de novembre de 1944, amb 2.500 retinguts per a aquesta operació específica. La força de caça nocturna havia d'ajudar utilitzant 100 avions al sud i al nord d'Alemanya, per evitar que els bombarders malmesos arribessin a Suïssa i Suècia. Durant la tardor de 1944, Galland va cultivar acuradament els seus recursos i va esperar que millorés el temps inusualment dolent.
Hitler va rebutjar el pla de Galland. Esperava millorar la posició d'Alemanya guanyant una victòria decisiva al front occidental. Hitler desconfiava de la teoria de Galland i creia que tenia por i esperava el temps. El Führer també es va mostrar escèptic que la Luftwaffe pogués aturar l'ofensiva aèria nord-americana i no estava disposat a deixar els recursos alemanys inactius als aeròdroms per esperar una millora de les condicions de vol. És cert que els esforços de Galland havien creat una reserva útil, però ara Hitler l'havia d'utilitzar en suport d'una ofensiva terrestre. Göring i Hitler van lliurar les forces reunides per Galland a Peltz, a qui havien nomenat comandant del II. Jagdkorps: responsable de pràcticament totes les forces de combat a l'oest. Peltz va nomenar Gordon Gollob com a oficial d'estat major de combat especial per a l'ofensiva. Gollob finalment va ser un oponent vociferant de Galland i finalment va dissenyar el seu acomiadament. Si l'operació "Großer Schlag" hauria funcionat és una qüestió de debat acadèmic. Els historiadors es van mantenir dividits, alguns creien que era una oportunitat perduda, mentre que altres pensen que hauria tingut molt menys impacte del que Galland estimava.
L'operació no es va dur a terme mai. En canvi, la força de caça es va comprometre a la desastrosa operació Bodenplatte, dissenyada per donar suport a les forces alemanyes durant la ofensiva de les Ardenes. La influència de Galland en els assumptes era pràcticament nul·la. Horroritzat per les pèrdues de les Ardenes, es va enfrontar personalment a Gollob i el va criticar severament. Gollob va contactar amb el Reichsführer-SS Heinrich Himmler. La reputació d'Himmler com l'home més poderós després de Hitler en aquell moment pot haver estat un motiu principal. Gollob es va queixar del seu mal ús a la Luftwaffe i al lideratge de Galland. Les SS ja havien estès la seva influència a altres àrees dels afers militars, inclòs les operacions de les V-2. Himmler, la relació del qual amb Göring era pobra, va aprofitar l'oportunitat per explotar la dissidència a la Luftwaffe i soscavar el Reichsmarschall donant suport a Gollob. També va ser una oportunitat per a les SS de prendre el control de la Luftwaffe i per a Himmler de derrocar Göring del poder. Göring, per la seva banda, no va oferir cap suport a Galland quan es va esmentar Himmler o les SS. El 13 de gener de 1945, Galland va ser finalment rellevat del seu comandament.
El 17 de gener, un grup de pilots sèniors va participar en una "Revolta dels Pilots de Caça". L'alt nivell de confiança de Galland amb els seus companys de pilot de caça va fer que un grup dels líders de combat de la Luftwaffe més condecorats lleials a Galland (inclosos Johannes Steinhoff i Günther Lützow) s'enfrontés a Göring amb una llista de demandes per a la supervivència del seu servei. Göring inicialment va sospitar que Galland havia instigat els disturbis. Heinrich Himmler havia volgut jutjar Galland per traïció; les SS i la Gestapo ja havien iniciat investigacions sobre amb qui s'associava. L'Oberkommando der Luftwaffe (OKL) va nomenar Gollob més acceptable políticament, un declarat nacionalsocialista, per succeir-lo com a general der Jagdflieger el 23 de gener. Encara que els seus contemporanis professionals, Gollob i Galland tenien una aversió mútua, i després que Galland hagués retirat l'austríac del seu estat major personal el setembre de 1944, Gollob va començar a reunir proves per utilitzar-les contra Galland, detallant acusacions falses dels seus jocs d'atzar, donacions i dones, suposat ús privat d'avions de transport de la Luftwaffe. La raó oficial de ser rellevat del comandament va ser la seva mala salut. Göring sospitava que Galland havia organitzat la rebel·lió, i volia que tots els caps s'enfrontessin a un tribunal militar.
Per la seva pròpia seguretat, Galland va anar a una retirada a les muntanyes de Harz. Havia de mantenir informat la RLM del seu parador, però efectivament estava sota arrest domiciliari. Hitler, a qui li agradava Galland, es va assabentar de la revolta i va ordenar que "totes aquestes bestieses" s'acabessin immediatament. Hitler havia estat informat per Albert Speer, qui al seu torn havia estat notificat per un dels amics íntims de Galland. Després de la intervenció de Hitler, Göring es va posar en contacte amb Galland i el va convidar a Karinhall. A la llum del seu servei al braç de caça, va prometre que no es prendria cap altra acció contra ell i va oferir el comandament d'una unitat d'avions Me 262. Galland va acceptar en el entès que Gollob no tenia jurisdicció sobre ell ni la seva unitat.

### Autoavaluació
Galland no pretenia haver estat lliure d'errors. Després de la guerra, va ser sincer sobre els seus propis errors com a general der Jagdflieger. La producció i l'adquisició d'avions no eren la seva responsabilitat, però Galland va identificar quatre grans errors de l'OKL durant la guerra i va acceptar la responsabilitat parcial dels tres primers:
1. Els pilots de caça no van rebre cap entrenament instrumental fins molt tard a la guerra, després que el curs d'entrenament ja s'havia reduït a causa de l'escassetat de combustible i la necessitat de produir pilots més ràpidament per reemplaçar les pèrdues. Galland tampoc es va assegurar que el vol en tot temps s'incorporés a l'entrenament dels pilots, que era d'una importància decisiva en una força de defensa aèria eficaç.[166]
2. El desgast del 1942 havia creat una escassetat de líders de combat experimentats. No es va oferir cap formació especial per a aquesta funció. Galland va establir un curs a finals de 1943, però només va durar uns mesos. Galland va ser citat dient que pensava que podrien aprendre les habilitats durant les operacions, com ell. Això ignorava els seus propis talents i esperava alegrement que altres pilots assolissin els seus alts estàndards.[166]
3. El Me 262, encara que no va guanyar la guerra, podria haver allargat la campanya de Defensa del Reich. Els problemes amb els motors, les fallades de les prioritats de producció i la intromissió de Hitler són ben coneguts, però el llarg retard entre les proves operatives, el desenvolupament tàctic i doctrinal i l'entrenament van ser en gran part culpa de Galland.[166]
4. Els pilots alemanys eren cada cop més mancats de quantitat i qualitat. Galland ho va reconèixer, però no va poder corregir-ho sense sortir de la seva pròpia autoritat. Galland es va adonar que els enginyers i aprenents altament educats eren seleccionats per a l'arma de bombarders als primers anys de la guerra. La majoria dels joves més brillants van ser atrets per experts en campanya, cap a les Waffen SS i la Kriegsmarine. La Luftwaffe no va igualar aquest esforç.[166]

### Missions de combat no oficials
Després del seu nomenament, Galland es va limitar estrictament a les qüestions operatives i no es va permetre volar missions tàctiques o de combat. A mesura que la guerra continuava, Galland va fer missions en violació d'aquestes restriccions contra els bombardejos de les Forces Aèries de l'Exèrcit dels Estats Units (USAAF) durant la Defensa del Reich. Galland tenia ganes de familiaritzar-se amb tot tipus d'avions de caça alemanys i va fer volar el Fw 190 en aquestes missions d'intercepció. Va participar activament amb bombarders nord-americans en algunes incursions. En almenys una missió, va abatre un bombarder pesat de l'USAAF. És possible que fins a tres bombarders pesats de l'USAAF fossin abatuts per Galland mentre pilotava uns Fw 190.

## Tornada al servei de primera línia

#### Retorn al servei al front amb JV 44
Galland va ser assignat inicialment al comandament d'un Staffel de Jagdgeschwader 54, en aquell moment encallat darrere de les línies soviètiques a la bossa de Curlàndia. Galland mai va prendre aquest comandament, però va rebre la tasca de formar el Jagdverband 44 (JV 44). El 24 de febrer de 1945, l'ordre de formació de Jagdverband 44 deia:
| «                                                                         | El JV 44 s'estableix a Brandenburg-Briest amb efecte immediat. El personal de terra s'ha de traure del 16./JG 54, Unitat de protecció de fàbrica 1 i III./EJG 2. El comandant d'aquesta unitat rep els poders disciplinaris d'un comandant divisional tal com estableix l'Ordre de la Luftwaffe 3/9.17. Està subordinada a la Luftflotte Reich i està sota la Luftgaukommando III (Berlín). Verband Galland tindrà una força provisional de setze Me 262 operatius i quinze pilots. | » |
| — [Firmat] Generalleutnant Karl Koller, cap d'estat major de la Luftwaffe | |   |

La unitat es va formar oficialment el 22 de febrer de 1945. Galland va fer tot el que va poder per introduir els Me 262 a l'ala el més ràpidament possible. Göring va mostrar simpatia pels esforços de Galland, que fins ara només tenia 16 avions operatius al febrer. Es va demanar al general Josef Kammhuber que assistís Galland. Els Kampfgeschwader 51 (KG 51 o Ala de Bombarders 51), 6 i 27 estaven endarrerits en els seus horaris d'entrenament amb avions, i havien de lliurar els seus pilots i els Me 262 al Jagdgeschwader 7 i el Kampfgeschwader 54. Galland va afegir un suggeriment que tots els pilots de caça experimentats que volen amb unitats Bf 109 o Fw 190 s'haurien d'incorporar a la unitat Me 262. Si això es pogués fer, Galland creia que podria aconseguir 150 avions en acció contra les flotes de la USAAF. El caos general i el col·lapse imminent van impedir que els seus plans es realitzessin.
El 31 de març de 1945, Galland va fer volar 12 avions operatius a Munic per començar a operar. El 5 d'abril, va organitzar la intercepció d'una incursió de la USAAF. Els Me 262 van destruir tres B-17. El 16 d'abril, Galland va reclamar dos bombarders Martin B-26 Marauder abatuts. El 21 d'abril, per a la seva sorpresa, va rebre la visita de Göring per última vegada. Göring li va assignar oficialment Günther Lützow i va confessar a Galland que les seves afirmacions sobre el Me 262 i l'ús de pilots de bombarders amb experiència com a pilots de caces havien estat correctes. Va preguntar sobre el progrés de la seva unitat amb un civisme obert. Quan es van separar, Göring va dir: "T'envejo Galland, per haver passat a l'acció. M'agradaria ser uns anys més jove i menys voluminós. Si ho fos, amb molt de gust em posaria a les teves ordres. Seria meravellós no tenir res per preocupar-se sinó un bon combat, com era en els vells temps".
En l'espai de sis dies, l'amic de Galland, Steinhoff, va resultar molt cremat en un accident el 18 d'abril, i després, el 24 d'abril, el seu amic Lützow va desaparèixer. El 21 d'abril, Galland va ser acreditat amb la seva victòria aèria número 100. Va ser el 103è i últim pilot de la Luftwaffe a assolir la marca del centenar.
El 26 d'abril, Galland va reclamar les seves victòries aèries número 103 i 104 contra els B-26 que van ser escortats pel 27è Grup de Caces i el 50è Grup de Caces. Galland va tornar a cometre un error; es va aturar per assegurar-se que la seva segona victòria anava a estavellar-se i va ser colpejat per un P-47 Thunderbolt de l'USAAF pilotat per James Finnegan. Galland va planetar el seu paralitzat Me 262 al camp d'aviació, només per trobar que estava sota l'atac de més P-47. Galland va aterrar sota foc i va abandonar el seu avió a la pista. La batalla va ser la seva darrera missió operativa. Poc després, va ser traslladat a l'hospital per una ferida al genoll que havia patit durant la seva darrera missió Els nord-americans van perdre quatre B-26 i altres sis van resultar danyats. Dos Me 262 van ser abatuts; l'altre pilot també va sobreviure.
A la dècada de 1970, un estudiant graduat de la Universitat Estatal de San Jose es va trobar amb les memòries de Galland "El primer i el darrer" mentre investigava registres de registres de la USAAF i els relacionava amb les reivindicacions de la victòria alemanya. Va trobar que James Finnegan, un pilot del P-47 Thunderbolt del 50è Grup de Caça, Novena Força Aèria, havia fet una reclamació "probable" el 26 d'abril de 1945, el dia de l'última missió de Galland. Els detalls del combat coincideixen. Galland i Finnegan es van conèixer per primera vegada en una reunió de l'Associació de la Força Aèria a San Francisco el 1979.

### Rendició
A finals d'abril, la guerra havia acabat efectivament. L'1 de maig de 1945, Galland va intentar contactar amb les forces de l'exèrcit dels Estats Units per negociar la rendició de la seva unitat. L'acte en si era perillós. Les forces de les SS vagaven pel camp i les ciutats executant a qualsevol que estigués considerant capitular. Els nord-americans van demanar que Galland volés la seva unitat i els Me 262 a un camp d'aviació controlat per la USAAF. Galland va declinar invocant mal temps i problemes tècnics. En realitat, Galland no anava a lliurar els avions Me 262 als nord-americans. Galland havia albergat la creença que l'Aliança Occidental aviat estaria en guerra amb la Unió Soviètica, i volia unir-se a les forces nord-americanes i utilitzar la seva unitat en la propera guerra per alliberar Alemanya de l'ocupació comunista. Galland va respondre, donant a conèixer el seu parador als nord-americans i oferint la seva rendició un cop van arribar a l' hospital de Tegernsee on estava sent tractat. Aleshores, Galland va ordenar a la seva unitat, que després s'havia traslladat a Salzburg i Innsbruck, destruir els seus Me 262. En el moment de la seva rendició, Galland havia presentat reclamacions per 104 avions aliats abatuts. Les seves afirmacions incloïen set amb el Me 262.
El 14 de maig de 1945, Galland va ser traslladat a Anglaterra i va ser interrogat pel personal de la RAF sobre la Luftwaffe, la seva organització, el seu paper en ella i qüestions tècniques. Galland va tornar a Alemanya el 24 d'agost i va ser empresonat a Hohenpeissenberg. El 7 d'octubre, Galland va ser retornat a Anglaterra per a més interrogatoris. Finalment va ser alliberat el 28 d'abril de 1947.

## Postguerra

### Argentina
Després que Galland fos alliberat, va viatjar a Schleswig-Holstein per unir-se a la baronessa Gisela von Donner, una coneguda anterior, a la seva finca i va viure amb els seus tres fills. Durant aquest temps, Galland va trobar feina com a treballador forestal. Galland va començar a caçar per a la família i va comerciar als mercats locals per complementar les escasses racions de carn. Aviat Galland va redescobrir el seu amor per volar. Kurt Tank, el dissenyador del Fw 190, li va demanar que anés a casa seva a Minden per discutir una proposta. A Tank se li havia demanat que treballés per als britànics i els soviètics, i havia evitat per poc ser segrestat per aquests últims. Tank, a través d'un contacte a Dinamarca, va informar a Galland sobre la possibilitat que el govern argentí l'ocupés com a pilot de proves per a la nova generació de caces de Tank. Galland va acceptar i va volar a l'Argentina de Juan Domingo Perón. Es va establir amb Gisela a Ciudad Jardín Lomas del Palomar, Buenos Aires. Galland va gaudir de la vida lenta. El seu pas allà, a part dels compromisos laborals, es va dedicar a Gisela i a l'activa vida nocturna de Buenos Aires. Galland va trobar Amèrica del Sud un món llunyà de l'escassetat d'Alemanya de la postguerra. Aviat, va tornar a planejar.
A nivell professional, Galland parlava amb fluïdesa l'[espanyol]], cosa que va ajudar en la seva instrucció de nous pilots. Durant la seva estada a la Força Aèria Argentina (FAA) va volar el britànic Gloster Meteor. Galland, conscient que era un contemporani del Me 262, va comentar que era un bon avió. Va afirmar que si hagués pogut instal·lar els motors Meteor a la carcassa del Me 262 hauria tingut el millor caça del món. Galland va continuar formant-se, donant conferències i assessorant per a la FAA fins a 1955. Durant els seus últims anys a l'Argentina, Galland va tornar a Europa per provar nous tipus d'avions. Mentre allà, es va unir amb Eduard Neumann, l'antic Geschwaderkommodorede JG 27 i mentor de Hans-Joachim Marseille "L'estrella d'Àfrica". Neumann s'havia incorporat a l'equip de Galland l'abril de 1943. Van pilotar un Piaggio P.149 en una manifestació aèria internacional per Itàlia. El temps era horrible i set avions es van estavellar, causant dues morts. Galland i Neumann van quedar en segon lloc.

### Retorn a Alemanya i presumptes simpaties nazis
Pels seus serveis a l'Argentina, Galland va rebre una insígnia d'ales de pilot i el títol de Pilot Militar Argentí Honorari. El 1955 Galland va deixar Sud-amèrica. En aquell moment, havia començat a escriure la seva autobiografia, El primer i l'últim (Die Ersten und die Letzten ), que va ser publicada el 1954 per Franz Schneekluth. Va ser un best-seller en 14 idiomes i va vendre tres milions de còpies. Va ser ben rebut per la RAF i l'USAF.
Galland va tornar a Alemanya i va ser abordat per Amt Blank, un comissari del canceller Konrad Adenauer amb el propòsit d'unir-se a la nova Bundeswehr ara que Alemanya Occidental havia d'unir-se a l'OTAN com a potència militar. El 1955, el general Nathan Twining, el cap d'estat major de la USAF, va enviar un telegrama secret al general William H. Tunner, comandant de les Forces Aèries dels Estats Units a Europa. Reclamant la suposada "forta inclinació neonazi" de Galland, associació amb neonazis destacats com el seu antic col·lega Hans-Ulrich Rudel, i el seu conegut servei al govern de Juan Domingo Perón, que no estava en bones relacions amb els Estats Units, Twining va demanar que Tunner comuniqués al govern alemany que, tot i que els Estats Units van deixar clar que el nomenament era totalment elecció dels alemanys, van desaprovar Galland per al càrrec d'Inspektor (cap d'estat major) de la Força Aèria alemanya. Segons un investigador de l'Oficina d'Investigació d'Història Militar , és possible que els nord-americans sospitessin que les ràpides promocions de Galland es deuen a la seva associació amb Hitler més que als seus mèrits. No se sap com les preocupacions nord-americanes van arribar a Alemanya i aquesta va ser l'única vegada que es va informar que el govern nord-americà va intervenir per evitar que algú s'unís a la Bundeswehr. Altres fonts entren en conflicte amb això, assenyalant la seva "associació" de postguerra amb pilots jueus que havien servit a la RAF.
L'estiu de 1957, Galland es va traslladar a Bonn i va llogar una oficina a Koblenzerstrasse i va començar allà la seva pròpia consultoria d'avions. Galland va treballar dur però va continuar volant, participant en espectacles aeris nacionals. El 1956, va ser nomenat president honorari de la Gemeinschaft der Jagdflieger , l'Associació de Pilots de Caça. A través d'això, va entrar en contacte amb contemporanis a Gran Bretanya i Amèrica. El 1961, es va unir al grup Gerling de Colònia, que va contractar Galland per ajudar a desenvolupar el seu negoci d'aviació. Amb el bon negoci, Galland va comprar el seu propi avió el 19 de març de 1962, el seu 50è aniversari. L'avió era un Beechcraft Bonanza, registrat D-EHEX, que va anomenar Die Dicke.(Grossós).
El 1969, va exercir com a assessor tècnic de la pel·lícula Battle of Britain, en què el personatge Major Falke es basa en Galland. Galland estava molest per la decisió del director de no utilitzar els noms reals. Mentre feia la pel·lícula, Galland es va unir al seu amic Robert Stanford Tuck. Galland també va amenaçar amb retirar-se en una seqüència planificada que implicava donar una salutació nazi a Göring. Tuck també va escriure als productors, instant-los a reconsiderar l'escena; en un moment donat, Galland va portar el seu advocat a Pinewood Studios. El 1973, Galland va aparèixer a la sèrie documental de televisió britànica The World at War, als episodis quatre i dotze, "Alone (maig de 1940 - maig de 1941)" i "Whirlwind: Bombing Germany (setembre de 1939 - abril de 1944)".
Galland va participar en molts compromisos al llarg dels anys 60 i 70. El 1974, va formar part de l'Estat Major alemany restant que va participar en el joc de guerra de l'Operació Lleó Marí a Sandhurst al Regne Unit, replicant la planificada invasió alemanya de Gran Bretanya el 1940 (que els alemanys van abandonar després del fracàs en la batalla d'Anglaterra).). El 1975, va ser convidat al Museu de la RAF Hendon, durant la inauguració del Battle of Britain Hall, on va ser amenitzat pel príncep Carles. L'any 1980, la vista de Galland es va tornar massa pobre per poder volar i es va retirar com a pilot. No obstant això, va continuar assistint a nombrosos esdeveniments d'aviació, inclòs ser un convidat periòdic de la Força Aèria dels Estats Units pel seu programa anual "Gathering of Eagles" a l'Air Command i Staff College de Maxwell AFB , Alabama. El 16 d'octubre, es va reunir amb dues escopetes Merkel robades pels soldats nord-americans després de la seva captura el 1945. Galland les havia localitzat abans i havia intentat tornar-les a comprar, només per ser rebutjades, ja que valdrien més després de la seva mort. Cap a finals de la dècada de 1980, la salut de Galland va començar a fallar.

### Vida personal i mort

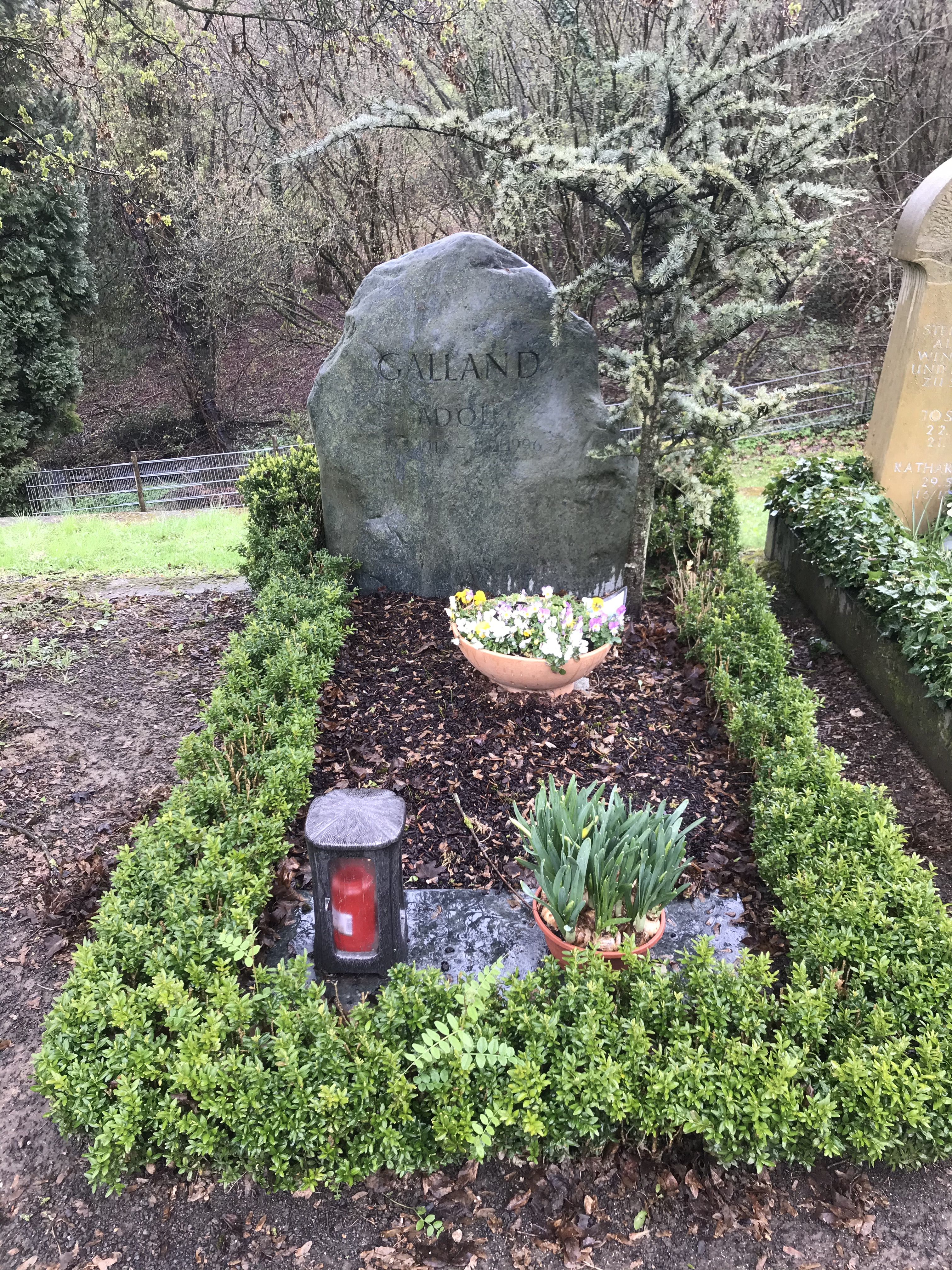
Tomba a Oberwinter

La baronessa Gisela von Donner s'havia negat a casar-se amb Galland, ja que les restriccions que li imposava el testament del seu antic marit li negarien la riquesa i la llibertat de què havia gaudit. Va marxar a Alemanya el 1954. Galland es va casar amb Sylvinia von Dönhoff el 12 de febrer de 19541954. No obstant això, no va poder tenir fills i es van divorciar el 10 de setembre de 1963.
El 10 de setembre de 1963, Galland es va casar amb la seva secretària, Hannelies Ladwein. Van tenir dos fills: un fill, Andreas Hubertus (anomenat "Andus") nascut el 7 de novembre de 1966; i una filla, Alexandra-Isabelle, nascuda el 29 de juliol de 1969. L'as de la RAF Robert Stanford Tuck va ser el padrí del seu fill Andreas. Galland va romandre amic de Tuck fins a la mort d'aquest el 5 de maig de 1987. Galland va sentir molt la seva pèrdua. El matrimoni de Galland amb Hannelies no va durar i el 10 de febrer de 1984 es va casar amb la seva tercera dona, Heidi Horn, que va romandre amb ell fins a la seva mort.
A la dècada de 1980, Galland assistia regularment als funerals d'amics com Tuck, i també Douglas Bader, que havia mort el 5 de setembre de 1982 després de parlar en un sopar per a Arthur Harris. El gener de 1983, va assistir al funeral de Gerhard Barkhorn i la seva dona Christl, que havien mort en un accident de trànsit.
A principis de febrer de 1996, Galland es va posar greument malalt. Havia volgut morir a casa seva i així va ser donat d'alta de l'hospital i va tornar a casa seva. Amb la seva dona Heidi, fill i filla presents, li van donar els últims ritus. Adolf Galland va morir a les 1:15 de la matinada del divendres 9 de febrer de 1996. El seu cos va ser enterrat al Cementeri d'Oberwinter el 21 de febrer. El 31 de març es va celebrar un servei commemoratiu a l'església de Sant Laurenci.

## Resum de carrera

### Reclamacions de victòria aèria
Segons l'historiador nord-americà David T. Zabecki, Galland va tenir 104 victòries aèries. Mathews i Foreman, autors de Luftwaffe Aces – Biographies and Victory Claims, van investigar als arxius federals alemanys i van trobar registres de 100 reivindicacions de victòria aèria, més nou afirmacions més no confirmades, totes elles reclamades al front occidental. Aquesta xifra d'afirmacions confirmades inclou dos bombarders de quatre motors i sis victòries amb el caça Me 262.
| Això i el - (guionet) indiquen afirmacions de victòria aèria no confirmades per les quals Galland no va rebre crèdit. Això i el? (signe d'interrogació) indica discrepàncies d'informació enumerades per Prien, Stemmer, Rodeike, Bock, Mathews i Foreman. |            |        |           |                                             |            |            |        |               |                                                                    |
| Reclamació | Data       | Hora   | Tipus     | Localització                                | Reclamació | Data       | Hora   | Tipus         | Localització                                                       |
| – Stab de Jagdgeschwader 27 – Batalla de França – 10 de maig – 25 de juny de 1940 |            |        |           |                                             |            |            |        |               |                                                                    |
| 1 | 12/5/1940  | 10:10  | Hurricane | 10 km (6.2 mi) a l'oest de Lieja            | —          | 20/5/1940  | 20:50  | Potez 63      | al sud d'Amiens                                                    |
| 2 | 12/5/1940  | 10:20  | Hurricane | 18 km (11 mi) al sud de Lieja               | 7          | 29/5/1940  | 12:59  | Blenheim      | 15 km (9.3 mi) al nord de Gravelines                               |
| 3 | 12/5/1940  | 15:50  | Hurricane | 7 km (4.3 mi) a l'est-nord-est de Tirlemont | 8          | 29/5/1940  | 13:04  | Blenheim      | 30 km (19 mi) nord-oest de Gravelines                              |
| 4 | 16/5/1940  | 19:30  | Spitfire  | Seclin, 5 km (3.1 mi) sud de Lilla          | 9          | 2/6/1940   | 09:28  | Spitfire      | oest de Dunkerque                                                  |
| 5 | 19/5/1940  | 20:50  | Potez 63  | nord d'Albert (Somme) -Méaulte              | 10         | 9/6/1940   | 15:55  | Curtiss       | est de Rotoy                                                       |
| 6 | 19/5/1940  | 21:45  | Potez 63  | sud-oest de Hirson                          | 11         | 9/6/1940   | 16:10  | Morane MS 406 | 13 km (8.1 mi) nord-oest de Meaux                                  |
| – Stab III. Gruppe of Jagdgeschwader 26 – Batalla de França – 10 de juny – 25 de juny de 1940 |            |        |           |                                             |            |            |        |               |                                                                    |
| 12 | 14/6/1940  | 17:15  | Blenheim  | 22 km (14 mi) sud-est de Vernon, Eure       | 13         | 14/6/1940  | 17:28  | Defiant       | 10 km (6.2 mi) sud de Évreux                                       |
| – Stab III. Gruppe of Jagdgeschwader 26 – Al Canal i sobre Anglaterra – 26/6/1940 – 21/6/1941 |            |        |           |                                             |            |            |        |               |                                                                    |
| 14 | 24/7/1940  | 13:35  | Spitfire  | 30 km (19 mi) nord-est de Margate           | 18         | 14/8/1940  | 13:30  | Hurricane     | sud-oest de Dover (Anglaterra)                                     |
| 15 | 25/7/1940  | 16:17  | Spitfire  | Port de Dover                               | 19         | 15/8/1940  | 12:55  | Spitfire      | 10 km (6.2 mi) est de Dover Dover/Folkestone                       |
| 16? | 28/7/1940  | 15:14  | Spitfire  | nord-nord-est de Dover                      | 20         | 15/8/1940  | 16:01? | Spitfire      | 15 km (9.3 mi) sud-est de Folkestone                               |
| 17 | 12/8/1940  | 12:41? | Hurricane | nord-nord-oest de Margate                   | 21         | 15/8/1940  | 16:07  | Spitfire      | 20 km (12 mi) sud-est de Dover                                     |
| 22 | 25/8/1940  | 19:50  | Spitfire  | Dungeness/Folkestone                        | 47         | 30/10/1940 | 12:55  | Spitfire      | est de Londres                                                     |
| 23 | 28/8/1940  | 10:08  | Defiant   | Faversham est de Canterbury                 | 48         | 30/10/1940 | 17:30  | Spitfire      | sud de Eastchurch/Maidstone                                        |
| 24 | 31/8/1940  | 09:42  | Curtiss   | 20 km (12 mi) sud-est de Cambridge          | 49         | 30/10/1940 | 17:40  | Spitfire      | Canterbury/Maidstone                                               |
| 25 | 31/8/1940  | 18:50  | Spitfire  | Gravesend                                   | 50         | 1/11/1940  | 12:50  | Spitfire      | oest d'Ashford, Kent                                               |
| 26 | 31/8/1940  | 19:03  | Hurricane | Maidstone                                   | 51         | 14/11/1940 | 15:28  | Spitfire      | 10 km (6.2 mi) sud de Dover                                        |
| 27 | 1/9/1940   | 14:55? | Spitfire  | punta sud-est de Londres                    | 52         | 15/11/1940 | 14:15? | Hurricane     | Dover                                                              |
| 28 | 3/9/1940   | 11:32  | Hurricane | Chelmsford                                  | 53         | 17/11/1940 | 10:20  | Hurricane     | oest de Harwich 20 km (12 mi) est de sunk lightship                |
| 29 | 6/9/1940   | 10:20  | Hurricane | Tonbridge                                   | 54         | 17/11/1940 | 10:27  | Hurricane     | Estuari del Tàmesi                                                 |
| 30 | 11/9/1940  | 16:20  | Hurricane | nord-oest de Dungeness                      | 55?        | 27/11/1940 | 17:00  | Spitfire      | 5 km (3.1 mi) est de Detling                                       |
| 31 | 14/9/1940  | 17:03  | Hurricane | southeastern edge of Londres                | 56         | 28/11/1940 | 15:40  | Hurricane     | Dartford                                                           |
| 32 | 15/9/1940  | 15:30? | Hurricane | Estuari del Tàmesi                          | 57         | 5/12/1940  | 12:30? | Spitfire      | Dover/Dungeness                                                    |
| 33 | 18/9/1940  | 13:35  | Hurricane |                                             | 58         | 4/4/1941   | 17:50  | Spitfire      | Dover/Canterbury                                                   |
| 34 | 18/9/1940  | 13:52  | Hurricane | oest de Rochester                           | 59         | 15/4/1941  | 17:50  | Spitfire      | Wittering 30 km (19 mi) oest de Dover                              |
| 35 | 18/9/1940  | 13:55  | Hurricane | oest de Rochester                           | 60         | 15/4/1941  | 18:00  | Spitfire      | Dover/Margate 3 km (1.9 mi) nord de Margate                        |
| 36 | 20/9/1940  | 12:05  | Spitfire  | sud de Hornchurch                           | —          | 15/4/1941  | 18:00  | Spitfire      | Dover rodalia de Margate                                           |
| 37 | 21/9/1940  | 19:25  | Spitfire  | oest d'Ashford/Canterbury                   | 61         | 13/6/1941  | 13:15  | Hurricane     | 5 km (3.1 mi) oest de Dover                                        |
| 38 | 23/9/1940  | 10:45  | Hurricane | nord de Rochester                           | 62         | 13/6/1941  | 13:18  | Hurricane     | 10 km (6.2 mi) nord-est d'Ashford 10 km (6.2 mi) nord-est de Dover |
| 39 | 23/9/1940  | 10:45  | Hurricane | nord de Rochester                           | 63         | 16/6/1941  | 16:35  | Hurricane     | oest de Boulogne                                                   |
| 40 | 24/9/1940  | 10:00  | Hurricane | Rochester                                   | 64         | 17/6/1941  | 19:38  | Hurricane     | 15 km (9.3 mi) oest de Saint-Omer                                  |
| 41 | 30/9/1940  | 18:05  | Hurricane | sud de Guildford                            | 65         | 17/6/1941  | 19:40  | Hurricane     | 5 km (3.1 mi) sud-est de Boulogne                                  |
| 42 | 10/10/1940 | 10:20  | Spitfire  | sud de Eastchurch                           | 66         | 18/6/1941  | 18:18  | Spitfire      | 1 km (0.62 mi) est de Ardres                                       |
| 43 | 11/10/1940 | 17:05  | Spitfire  | sud-est de Chatham Dartford                 | 67         | 21/6/1941  | 12:32  | Blenheim      | sud de Saint-Omer                                                  |
| 44 | 11/10/1940 | 17:12  | Hurricane | Dartford/Rochester                          | 68?        | 21/6/1941  | 12:36  | Blenheim      | Merville nord de Saint-Omer                                        |
| 45 | 15/10/1940 | 13:50  | Spitfire  | sud de Rochester                            | 69         | 21/6/1941  | 16:37  | Spitfire      | nord d'Etaples                                                     |
| 46 | 26/10/1940 | 17:30  | Hurricane | Maidstone/sud de Londres                    |            |            |        |               |                                                                    |
| – Stab of Jagdgeschwader 26 "Schlageter" – On the Western Front – 22/6/1941 – 31/12/1941 |            |        |           |                                             |            |            |        |               |                                                                    |
| 70 | 2/7/1941   | 12:30  | Blenheim  | Merville                                    | 83         | 7/9/1941   | 17:19  | Spitfire      | 20 km (12 mi) oest de Boulogne                                     |
| 71? | 23/7/1941  | 13:35  | Spitfire  | 40 km (25 mi) nord-oest de Gravelines       | —          | 20/9/1941  | 16:45  | Spitfire      | Bergues/Bourbourg                                                  |
| 72 | 23/7/1941  | 20:10  | Spitfire  | Fruges                                      | —          | 20/9/1941  | 16:55  | Spitfire      | 6 km (3.7 mi) nord-oest de Braye-Dunes                             |
| 73 | 23/7/1941  | 20:15  | Spitfire  | Fruges                                      | 84         | 21/9/1941  | 16:23  | Spitfire      | Etaples/Montreuil                                                  |
| 74 | 7/8/1941   | 11:23  | Spitfire  | Lumbres, sud-oest de Saint-Omer             | 85         | 21/9/1941  | 17:35  | Spitfire      | sud de Dunkirk                                                     |
| 75 | 7/8/1941   | 17:40  | Spitfire  | 10 km (6.2 mi) nord-oest de Saint-Omer      | 86         | 13/10/1941 | 14:17  | Spitfire      | Saint-Omer                                                         |
| — | 7/8/1941   | 17:44  | Spitfire  | nord de Ardres                              | 87         | 13/10/1941 | 14:27  | Blenheim      | Samer                                                              |
| 76 | 9/8/1941   | 11:32  | Spitfire  | nord-oest de Saint-Pol-sur-Mer              | 88         | 21/10/1941 | 12:54  | Spitfire      | oest de Samer                                                      |
| 77? | 9/8/1941   | 17:44  | Spitfire  | Gravelines nord de Ardres                   | 89         | 21/10/1941 | 12:58  | Spitfire      | 6 km (3.7 mi) oest de Hardelot                                     |
| 78 | 12/8/1941  | 13:12  | Spitfire  | 20–25 km (12–16 mi) oest de Vlissingen      | 90         | 21/10/1941 | 18:16  | Spitfire      | 15 km (9.3 mi) oest de Boulogne                                    |
| 79 | 12/8/1941  | 13:18  | Blenheim  | oest de Haamstede                           | 91         | 27/10/1941 | 13:25  | Spitfire      | sud de Dunkirk                                                     |
| — | 19/8/1941  | 11:55  | Spitfire  | Bergues                                     | 92         | 8/11/1941  | 12:58  | Spitfire      | Montreuil                                                          |
| 80 | 19/8/1941  | 19:32  | Spitfire  | nord-oest de Saint-Omer                     | 93         | 8/11/1941  | 13:00  | Spitfire      | 10 km (6.2 mi) sud de Hazebrouck                                   |
| 81 | 19/8/1941  | 19:45  | Hurricane | sud-est de Gravelines                       | 94         | 18/11/1941 | 12:32  | Spitfire      | 20 km (12 mi) oest de Boulogne                                     |
| 82 | 4/9/1941   | 17:30  | Blenheim  | nord de Saint-Omer                          |            |            |        |               |                                                                    |
| – Stab de General der Jagdflieger – |            |        |           |                                             |            |            |        |               |                                                                    |
| — | 9/10/1943  | —      | B-17      | rodalia de Marienburg                       | —          | 8/3/1944   | —      | B-17          |                                                                    |
| — | 8/3/1944   | —      | B-17      |                                             |            |            |        |               |                                                                    |
| – Jagdverband 44 – |            |        |           |                                             |            |            |        |               |                                                                    |
| 95 | 3/4/1945   | —      | P-38      |                                             | 99         | 21/4/1945  | —      | B-17          | rodalia de Munic                                                   |
| 96 | 5/4/1945   | —      | B-24      |                                             | 100        | 26/4/1945  | 11:50+ | B-26          | rodalia de Neuburg                                                 |
| 97 | 16/4/1945  | —      | B-26      | rodalia de Lanberg                          | —          | 26/4/1945  | 11:55~ | B-26          | rodalia de Neuburg                                                 |
| 98 | 16/4/1945  | —      | B-26      | rodalia de Lanberg                          |            |            |        |               |                                                                    |

### Condecoracions
Creu de Cavaller de la Creu de Ferro amb Fulles de Roure, Espases i Diamants
 Creu de Cavaller (96è) (29 de juliol de 1940) com Major i Gruppenkommandeur del III./Jagdgeschwader 26 "Schlageter"
 Fulles de Roure (3r, després de Werner Mölders) 24 de setembre de 1940 com Major i Geschwaderkommodore del Jagdgeschwader 26 "Schlageter"
 Espases (1r) 21 de juny de 1941 com Oberstleutnant i Geschwaderkommodore del Jagdgeschwader 26 "Schlageter"
 Diamants (2n) 28 de gener de 1942 com Oberst i Geschwaderkommodore of Jagdgeschwader 26 "Schlageter")
 Creu de Ferro Creu de Ferro 1939 de 1a Classe (22/5/1940)
 Creu de Ferro 1939 de 2a Classe (13/9/1939)
 Creu Espanyola d'Or i Brillants
 Medalla dels 4 anys de Servei a la Wehrmacht
Insígnia combinada de Pilot/Observador de la Luftwaffe d'Or i Diamants
 Insígnia de Pilot de Caces d'or amb placa de 400 missions
 Insígnia de Ferit 1939 en Negre
7 mencions al Butlletí de la Wehrmacht: 16/08/1940; 25/09/1940; 02/11/1940; 18/04/1941; 22/06/1941; 30/10/1941; 15/01/1942
As de l'aviació (104 victòries)
 Medalla Militar (Espanya)
 Medalla de la Campanya (1936-1939) (Espanya)

### Dates de promoció
Fahnenjunker-Unteroffizier (01 de maig de 1934)
 Fähnrich (01 de setembre de 1934)
 Leutnant (01 de gener de 1935)
 Oberleutnant (01 d'agost de 1937)
 Hauptmann (01 d'octubre de 1939)
 Major (19 de juliol de 1940)
 Oberstleutnant (01 de novembre de 1940)
 Oberst (04 de desembre de 1941)
 Generalmajor (01 de novembre de 1942)
 Generalleutnant (01 de novembre de 1944)